# 安泰邨
安泰邨（英語：On Tai Estate）是香港房屋委員會轄下的一個公共屋邨，項目編號為KT04，坐落於香港九龍觀塘區秀茂坪安秀道20號，屬安達臣道發展計劃的其中一部份，於2017年6月29日起至2018年7月10日分階段入伙。
安泰邨由房屋署總建築師（3）黃至中及高級建築師李民偉負責總體設計，另外亦聘請周古梁建築師事務所負責屋邨詳細設計，全邨共有11座樓高27至35層的住宅樓宇，提供8,561個單位，最多可供25,097人入住。

## 歷史
按照1998年的最初方案，安泰邨用地原擬用作興建私人住宅及夾屋。但是，由於發展計劃押後動工，加上公屋需求殷切，此用地最後改作興建出租公屋。
2011年，概念草圖計劃興建12座樓高30層的公屋，提供8,400個單位供23,600人居住。其中中央地盤B的2棟公屋將建於兩層高的平台上，兩層高的平台設有零售及停車場設施。
工程在2012年年底展開，當時名稱為「安達臣道公屋發展項目地盤A」、「安達臣道公屋發展項目地盤B」及「安達臣道公屋發展項目地盤C 第一期」，地盤A和地盤B由有利建築有限公司負責施工，另一個地盤則由中國建築國際承建。屋邨於興建時，加設安茵街和安秀道，提供了與茶寮坳和安達邨的連接，並設兩條行人天橋連接順安邨及順天邨。屋邨預計於2017年至2018年分期落成，最終興建樓宇數目減少一座至11座，部份樓宇高度有所提高。

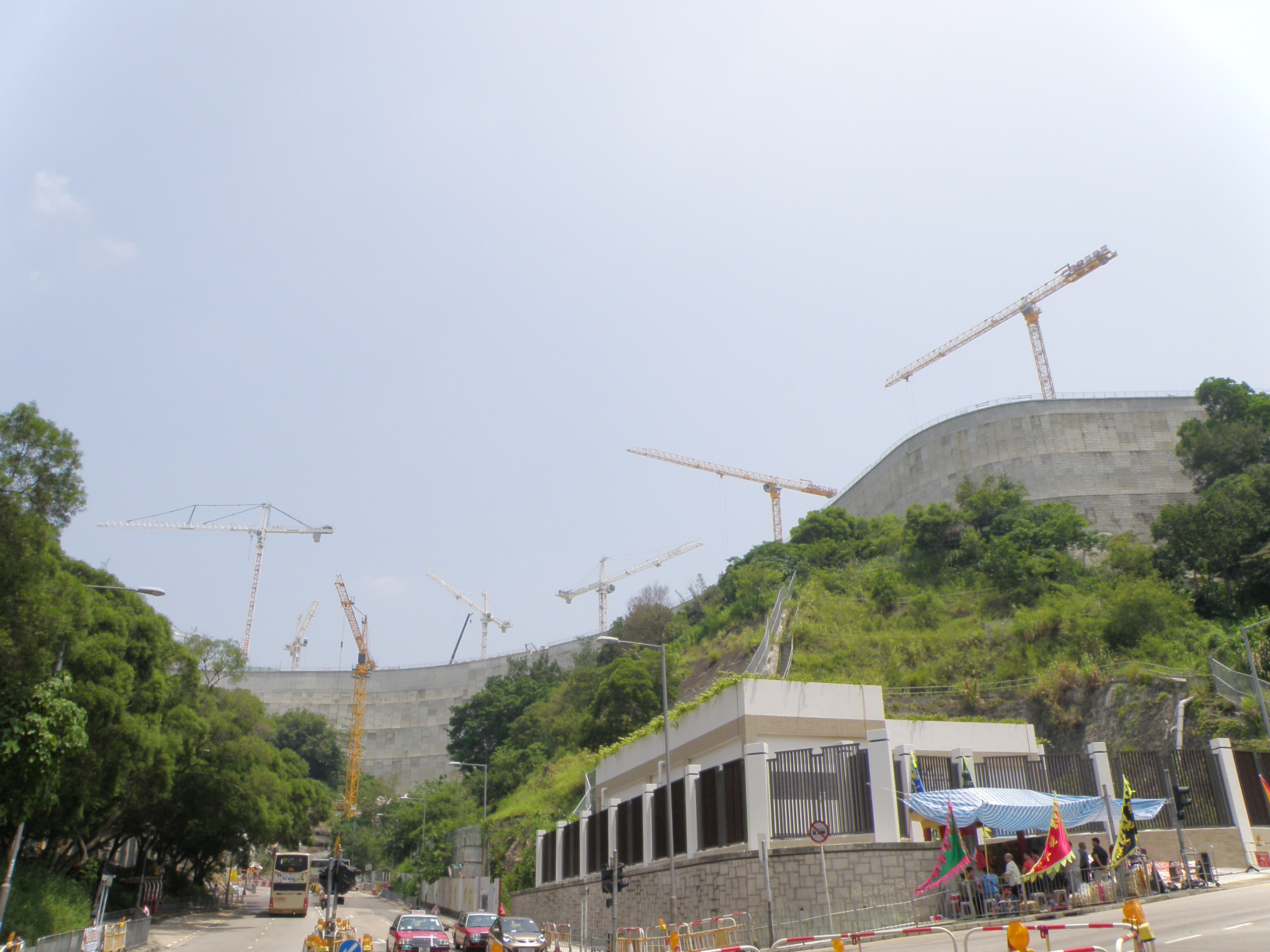
建築中的安泰邨（2015年8月）
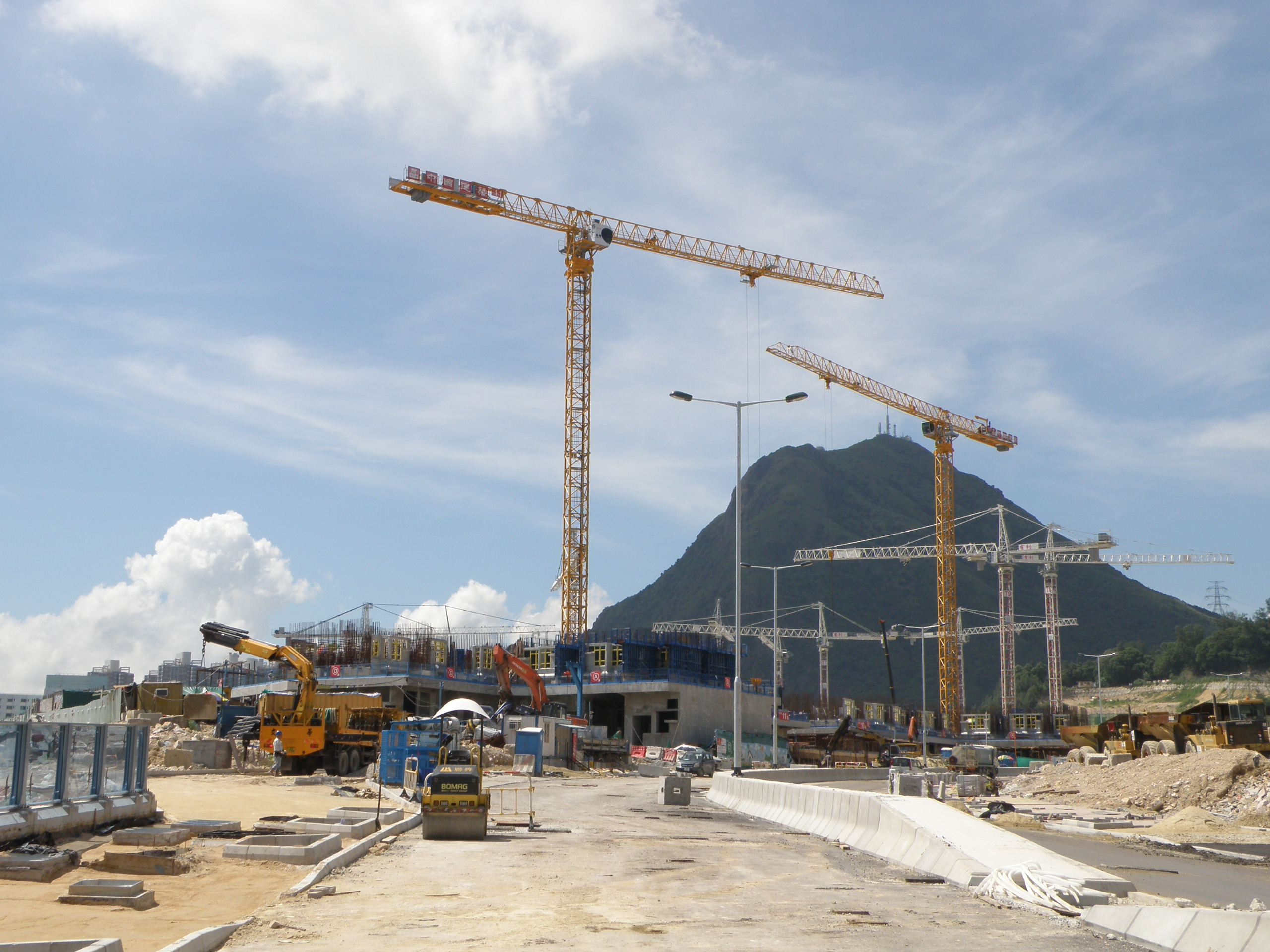
建築中的安泰邨（2015年8月）
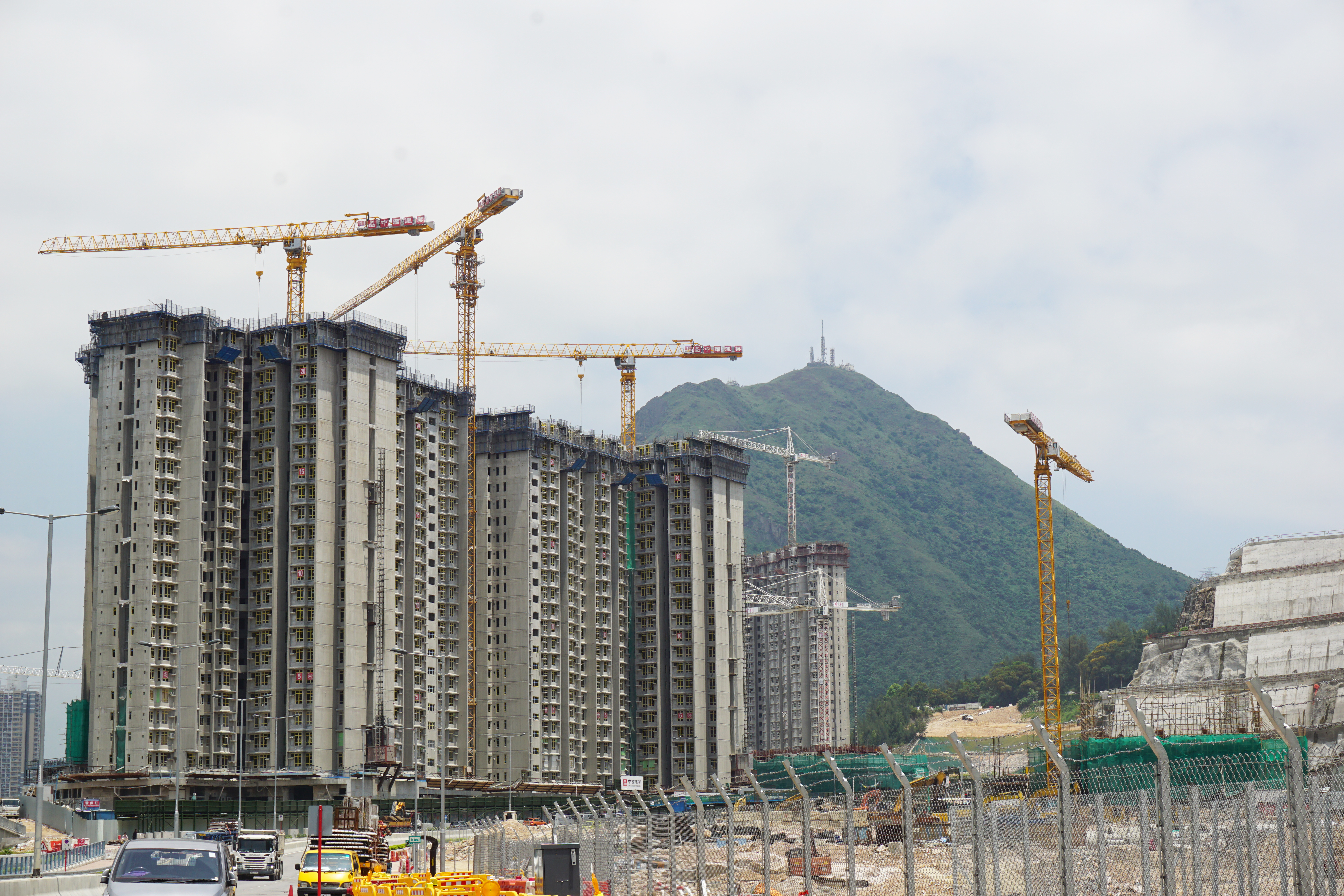
建築中的安泰邨（2016年5月）
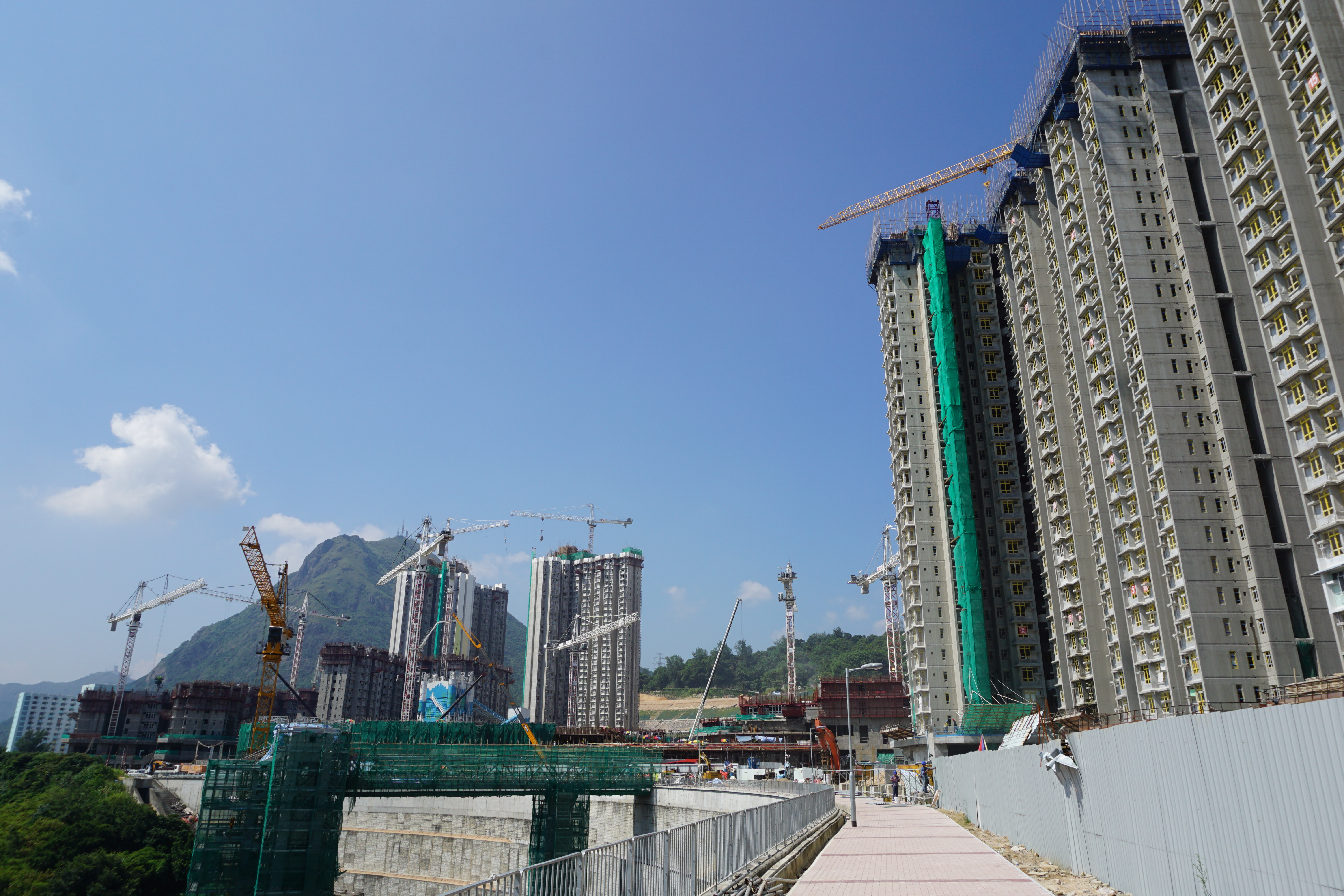
建築中的安泰邨（2016年8月）
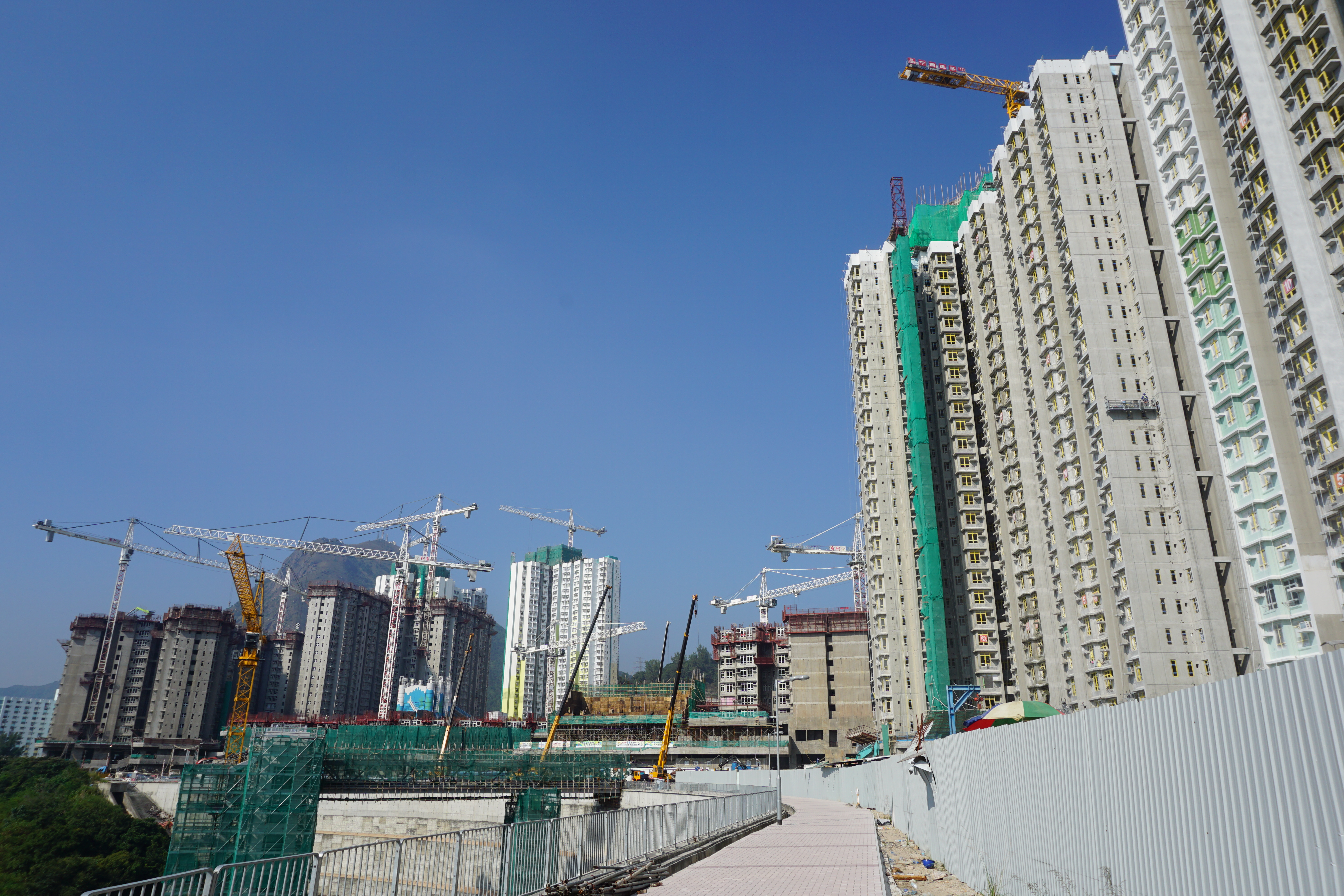
建築中的安泰邨（2016年11月）
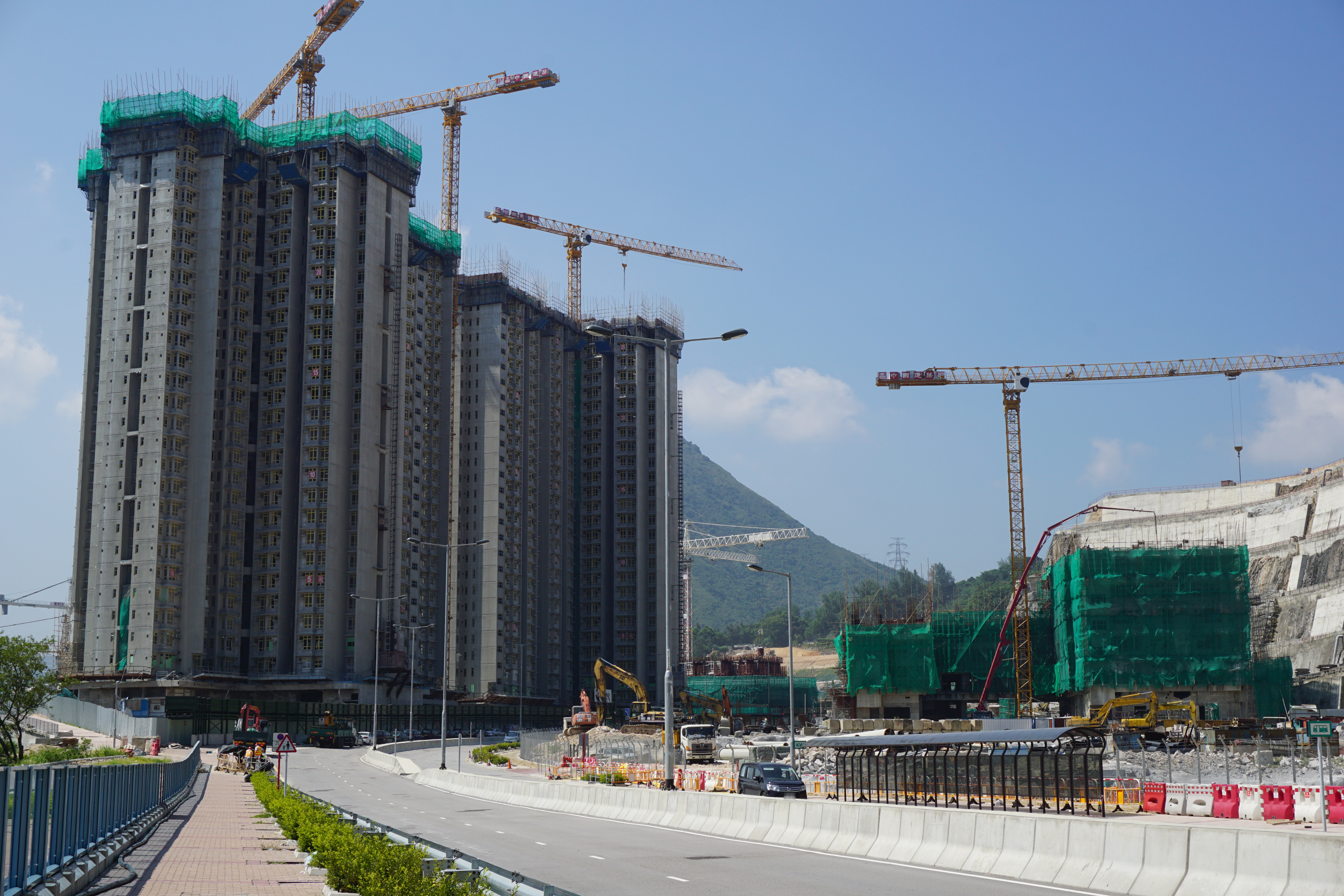
建築中的安泰邨（2016年8月）
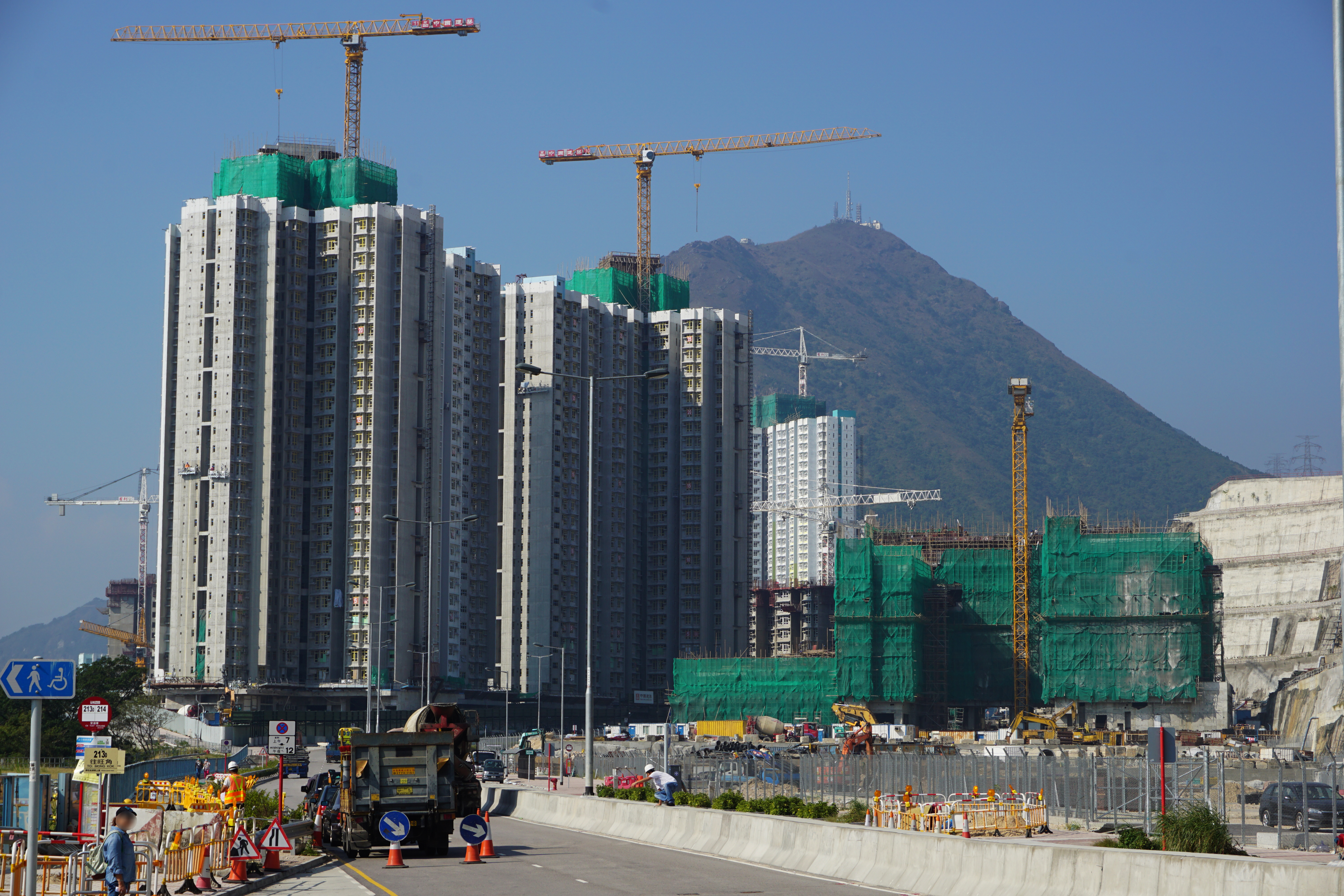
建築中的安泰邨（2016年11月）
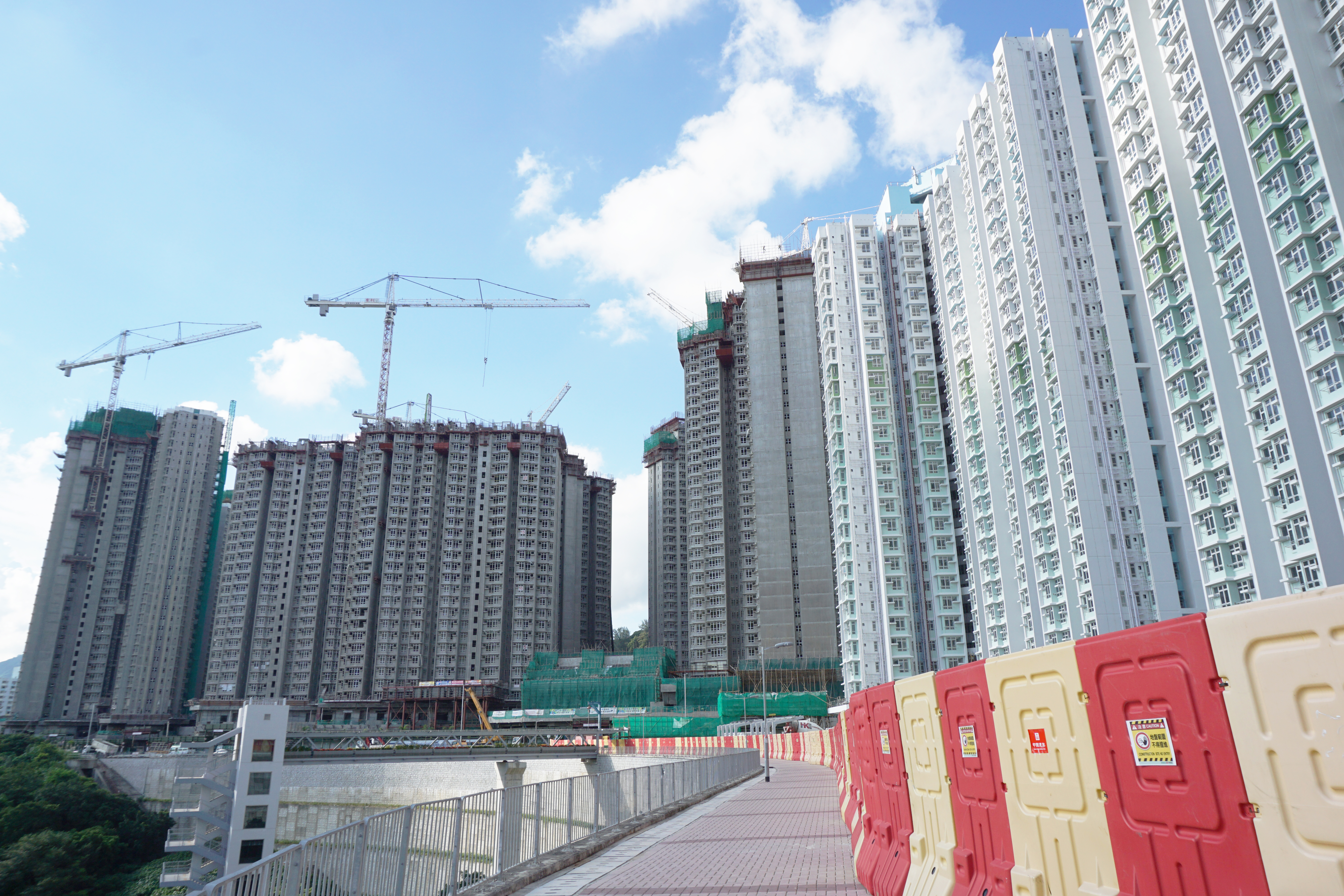
建築中的安泰邨（2017年7月）
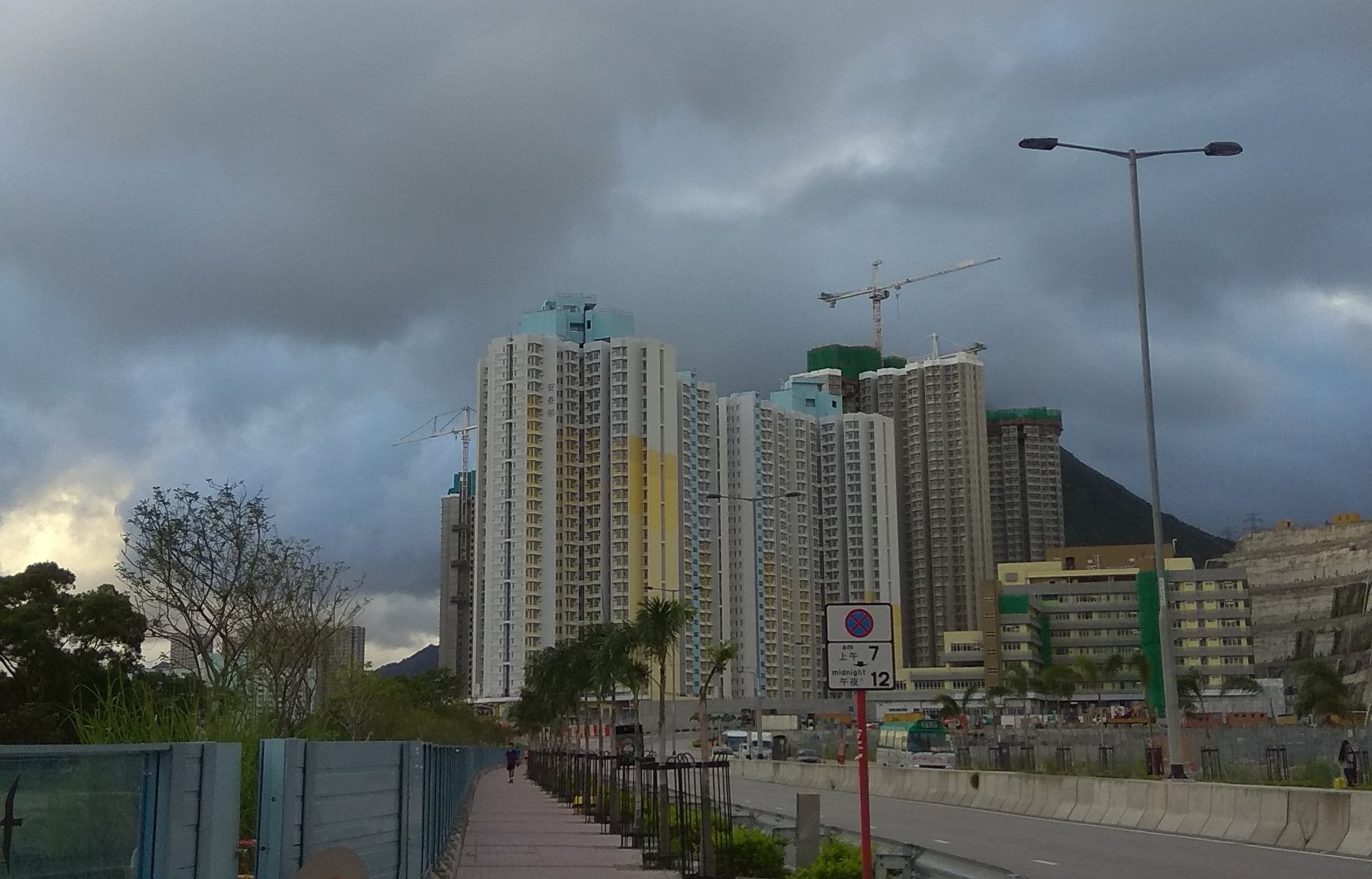
建築中的安泰邨（安秀道角度）（2017年9月）
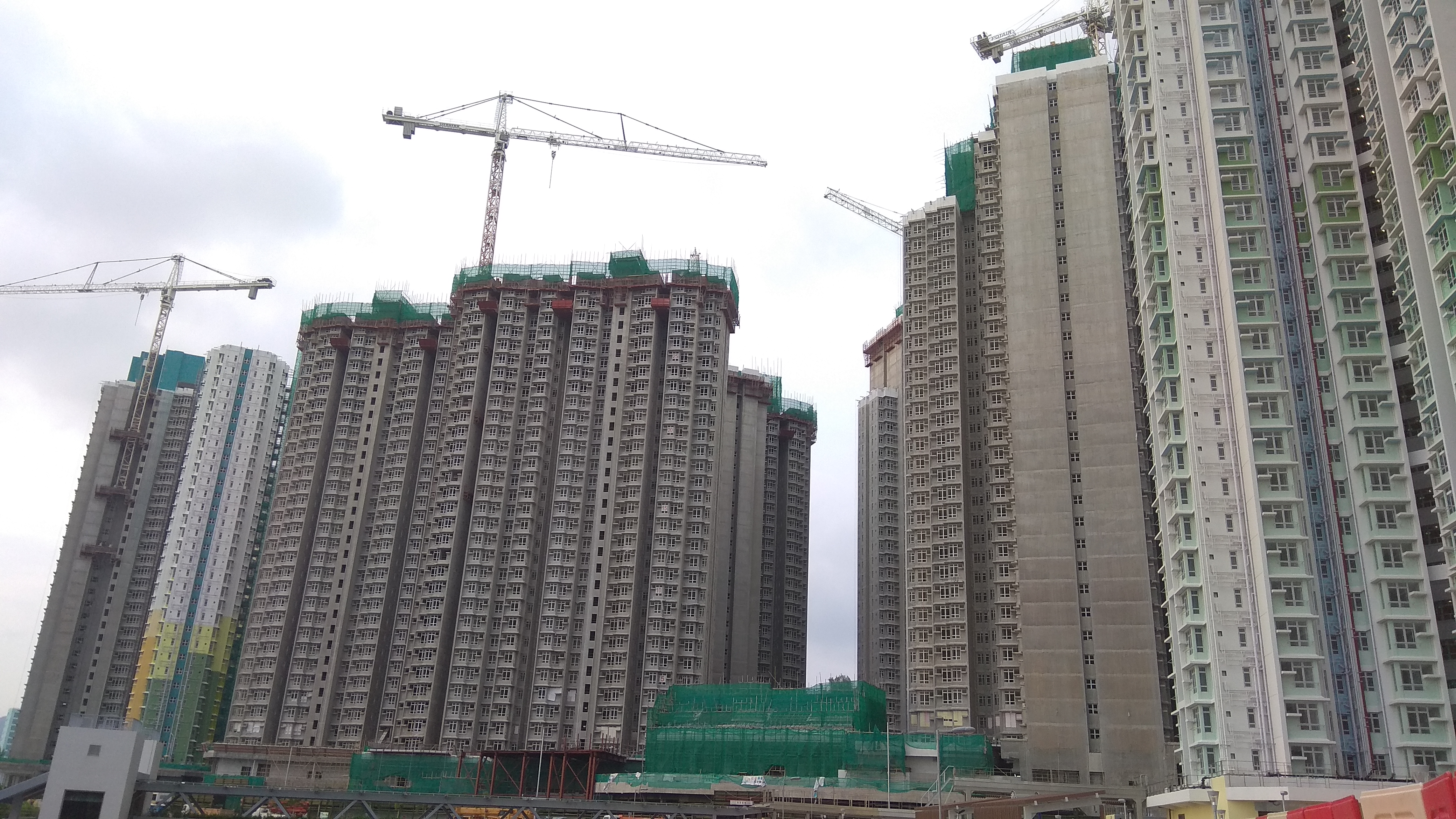
建築中的安泰邨（安𦮗街角度（2017年10月）
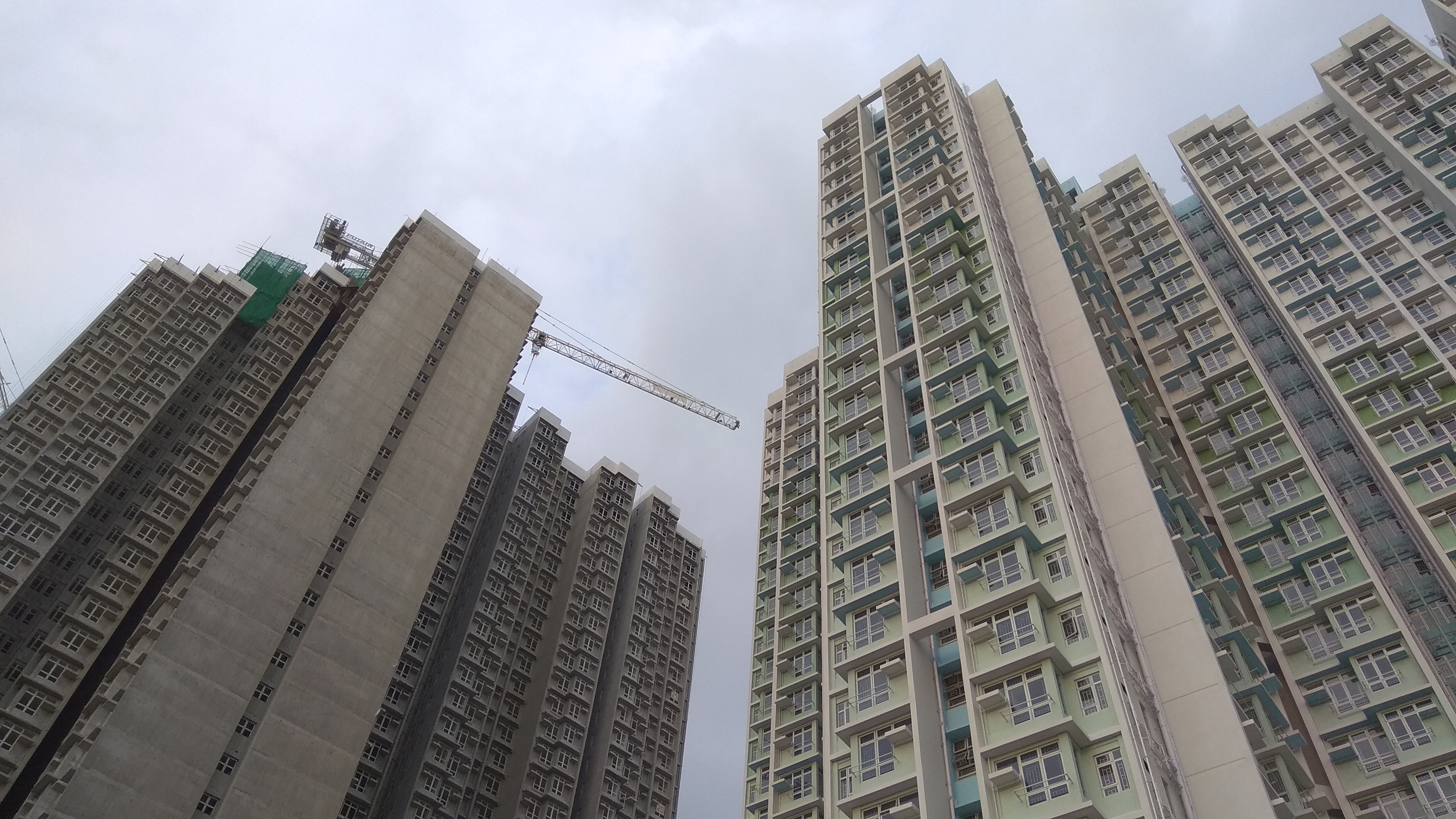
興建中之盛泰樓和勇泰樓（2017年10月）
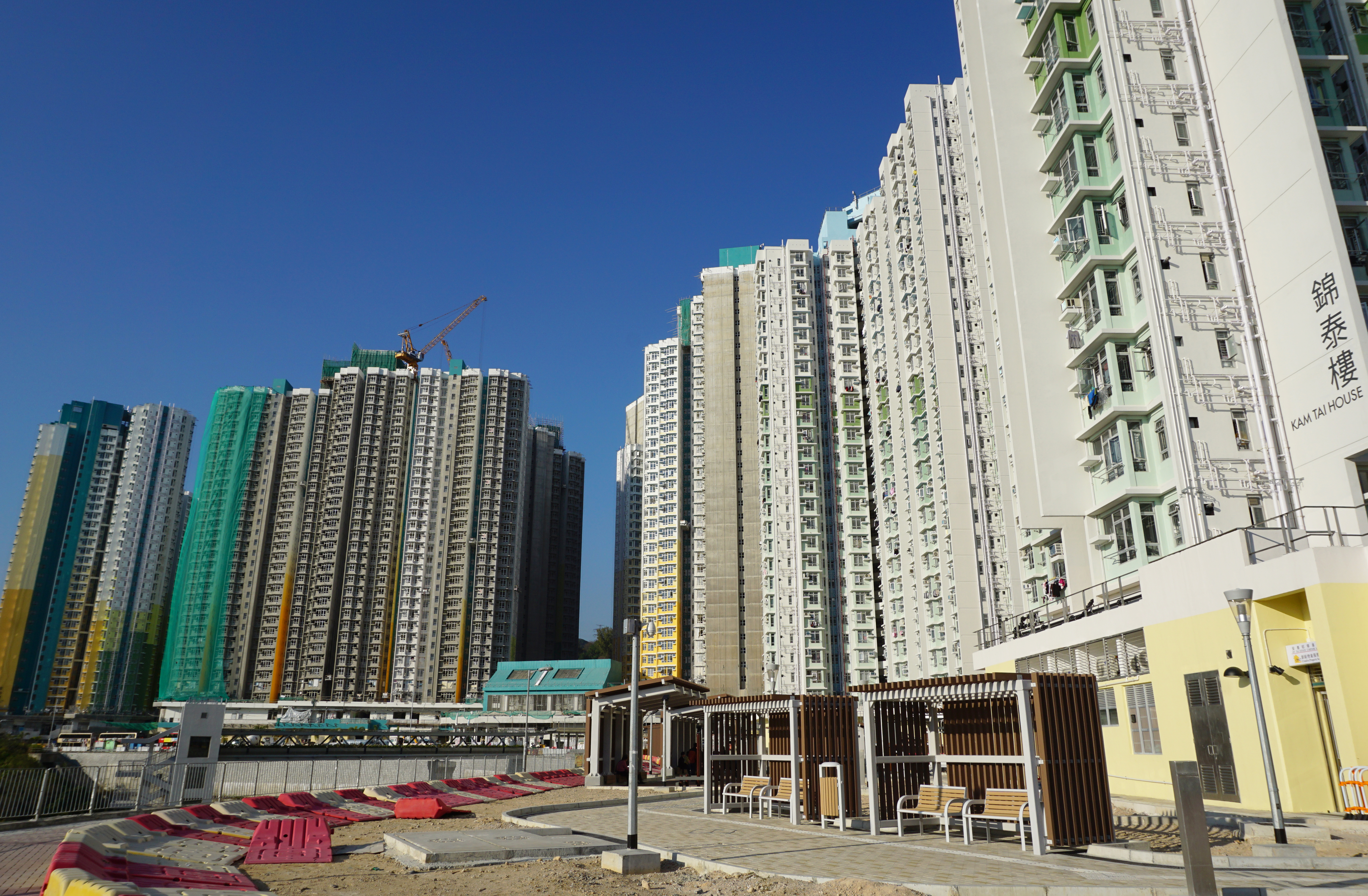
建築中的安泰邨（2018年1月）

## 屋邨資料

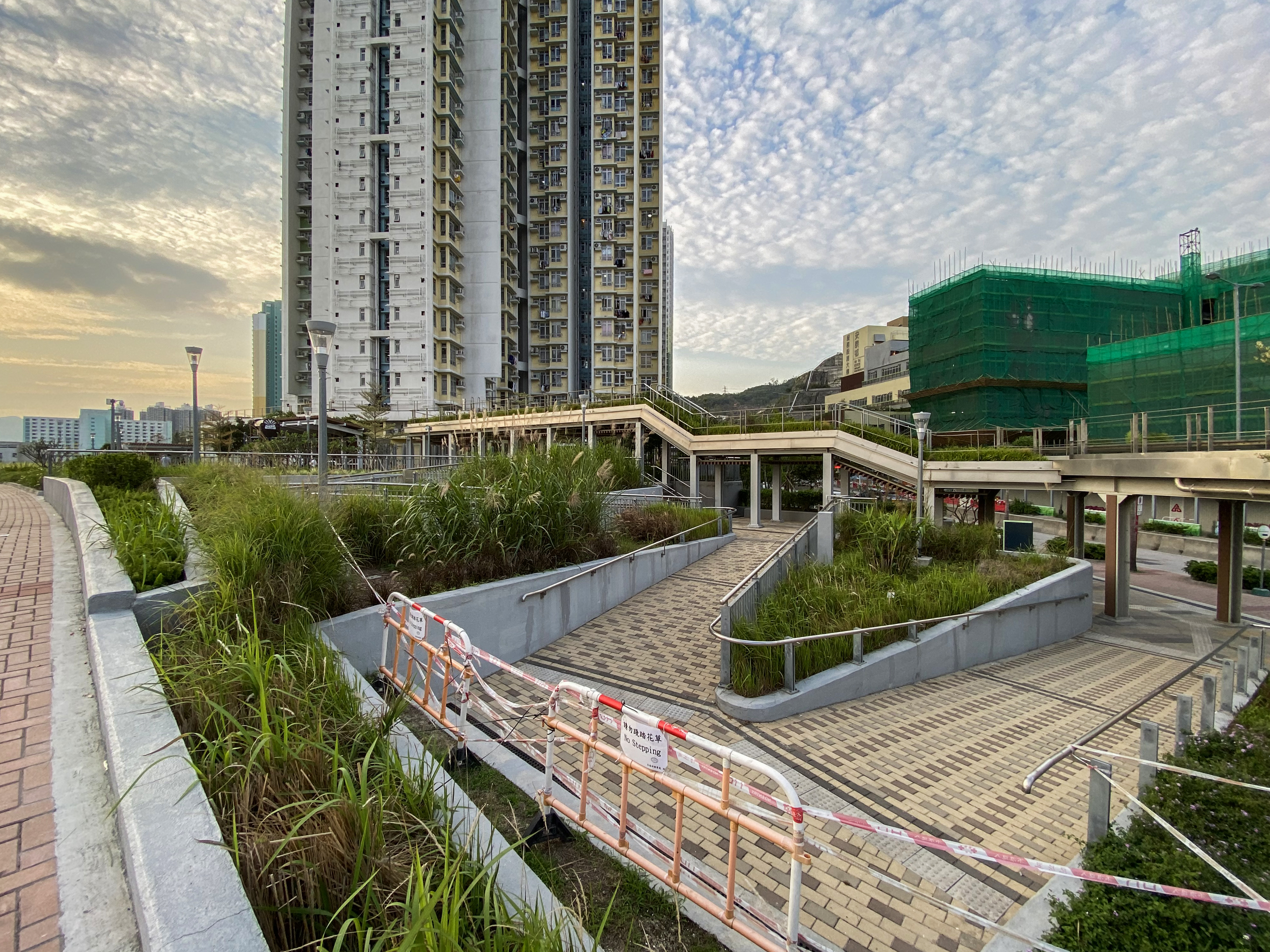
屋邨的綠化率達三成以上

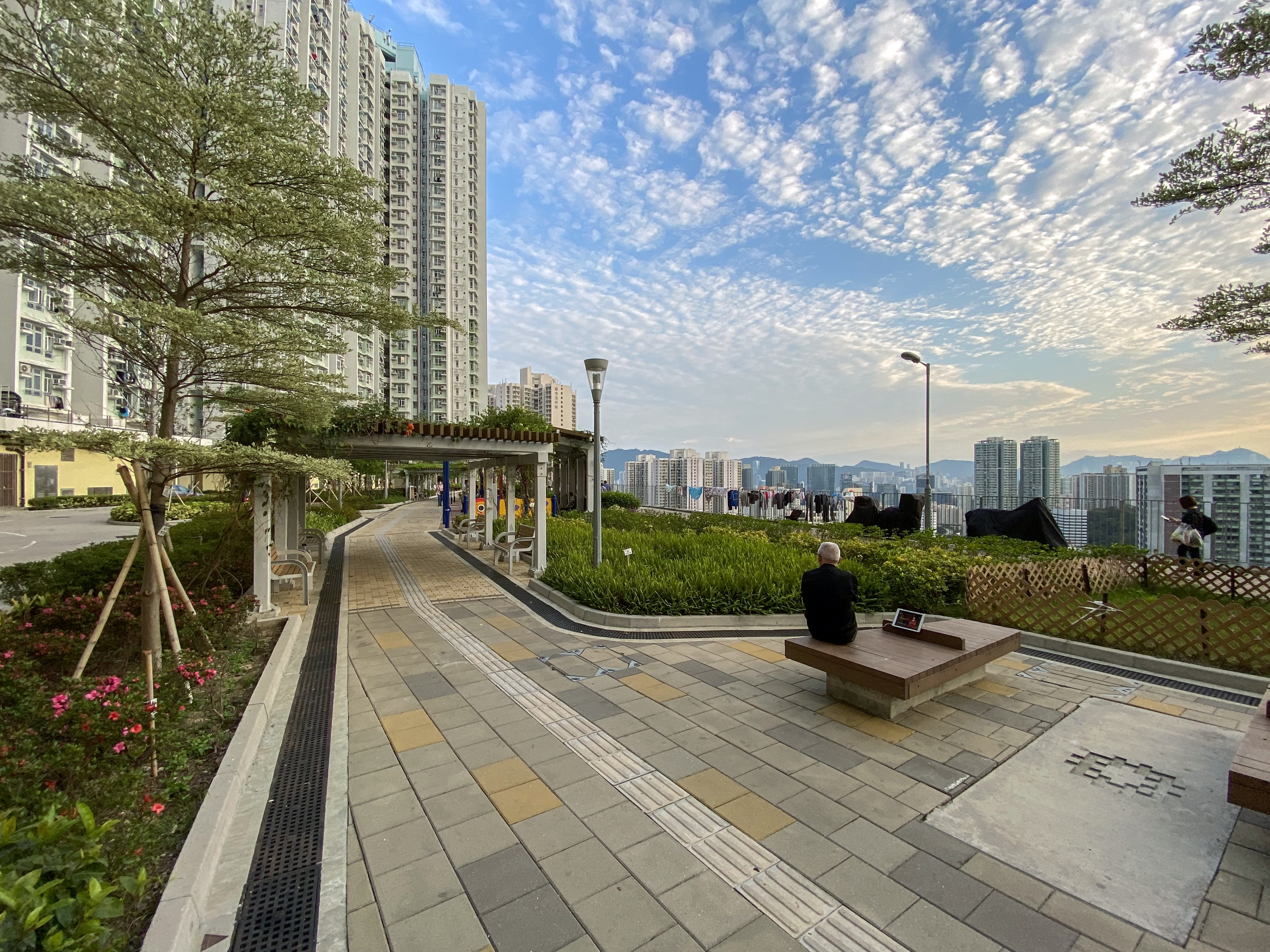
屋邨景色開揚

安泰邨的綠化率達三成以上，提供多類型休憩用地和休閒設施，包括兒童遊樂設施、球場等。園林設計包括地質文化徑、社區園圃、休憩草坪、觀景台等。平台花園設有地質文化展覽場地和展板，向居民介紹鄰近的前安達臣道石礦場的歷史和香港的地質。設施內亦擺放了相關藝術裝置，因而獲得了2020年優質建築大獎中「多幢建築物」分組大獎。
為減低公路噪音對居民的影響，安秀道巴士站旁的位置裝上隔音屏障，部份住宅大樓外牆更設有垂直隔聲牆，阻隔行車噪音。住宅大樓的外牆色調以清新簡單的顏色配搭，以襯托邨內的綠化環境和設計。住宅樓翼分別選用綠色和橙色為主色，據稱此設計方便住戶及來訪人仕分辨方向。
屋邨在發展時引進可持續發展和社區參與的概念，採用多項環保措施，包括在街市及停車場設置30多支「太陽能導光管」，能收集天然陽光，並作輔助照明，將光線分布於室內地方。本邨亦因為採用多項環保措施而獲得建造業議會頒發「可持續建築大獎」銅獎。
屋邨雖然環境優美、景色開揚，不過在政府欠缺規劃下，早期邨內無進駐任何商店，同時與安達邨一樣面對學位不足及交通問題，被網民選為「最差的新公屋」。值得一提的，安泰邨是黃大仙美東邨美東及美寶樓重建的次要安置屋邨，但因上述不利因素，僅有14戶選擇提前遷入此邨。

### 樓宇
| 樓宇名稱（座號）           | 樓宇類型                    | 落成年份 | 樓宇層數 （住宅層數） | 每層伙數                   | 每座單位總數（伙） | 建築師                                                            | 承建商           | 提供升降機的廠商 | 期數 |
| -------------------------- | --------------------------- | -------- | --------------------- | -------------------------- | ------------------ | ----------------------------------------------------------------- | ---------------- | ---------------- | ---- |
| 明泰樓（第1座） （英語：Ming Tai House） | 非標準設計大廈 （十字長型） | 2017年   | 31（30）              | 24（其餘樓層） 22（1-2樓） | 764                | 房屋署總建築師（3）黃至中、 高級建築師李民偉、 周古梁建築師事務所 | 有利建築有限公司 | 三菱             | 1    |
| 智泰樓（第2座） （英語：Chi Tai House） | 非標準設計大廈 （十字長型） | 2017年   | 33（32）              | 24                         | 768                | 房屋署總建築師（3）黃至中、 高級建築師李民偉、 周古梁建築師事務所 | 有利建築有限公司 | 三菱             | 1    |
| 居泰樓（第3座） （英語：Kui Tai House） | 非標準設計大廈 （Z型）      | 2018年   | 31（30）              | 29                         | 870                | 房屋署總建築師（3）黃至中、 高級建築師李民偉、 周古梁建築師事務所 | 有利建築有限公司 | 三菱             | 3    |
| 和泰樓（第4座） （英語：Wo Tai House） | 非標準設計大廈 （Z型）      | 2018年   | 31（30）              | 29                         | 870                | 房屋署總建築師（3）黃至中、 高級建築師李民偉、 周古梁建築師事務所 | 有利建築有限公司 | 三菱             | 3    |
| 景泰樓（第5座）（英語：King Tai House）  | 非標準設計大廈 （Z型）      | 2018年   | 32（31）              | 29                         | 899                | 房屋署總建築師（3）黃至中、 高級建築師李民偉、 周古梁建築師事務所 | 有利建築有限公司 | 三菱             | 3    |
| 恒泰樓（第6座）（英語：Hang Tai House）    | 非標準設計大廈 （Z型）      | 2018年   | 31（30）              | 26                         | 780                | 房屋署總建築師（3）黃至中、 高級建築師李民偉、 周古梁建築師事務所 | 有利建築有限公司 | 三菱             | 3    |
| 德泰樓（第7座）（英語：Tak Tai House）  | 非標準設計大廈 （十字長型） | 2018年   | 31（30）              | 22                         | 660                | 房屋署總建築師（3）黃至中、 高級建築師李民偉、 周古梁建築師事務所 | 有利建築有限公司 | 三菱             | 3    |
| 豐泰樓（第8座）（英語：Fung Tai House）  | 非標準設計大廈 （十字長型） | 2018年   | 33（27）              | 26                         | 702                | 房屋署總建築師（3）黃至中、 高級建築師李民偉、 周古梁建築師事務所 | 有利建築有限公司 | 三菱             | 3    |
| 盛泰樓（第9座）（英語：Shing Tai House）  | 非標準設計大廈 （十字長型） | 2018年   | 33（29）              | 24                         | 696                | 房屋署總建築師（3）黃至中、 高級建築師李民偉、 周古梁建築師事務所 | 有利建築有限公司 | 三菱             | 3    |
| 勇泰樓（第10座）（英語：Yung Tai House） | 非標準設計大廈 （十字長型） | 2017年   | 27（26）              | 26                         | 676                | 房屋署總建築師（3）黃至中、 高級建築師李民偉、 周古梁建築師事務所 | 中國建築國際     | 東芝             | 2    |
| 錦泰樓（第11座）（英語：Kam Tai House） | 非標準設計大廈 （十字長型） | 2017年   | 27（26）              | 26                         | 676                | 房屋署總建築師（3）黃至中、 高級建築師李民偉、 周古梁建築師事務所 | 中國建築國際     | 東芝             | 2    |

## 屋邨設施

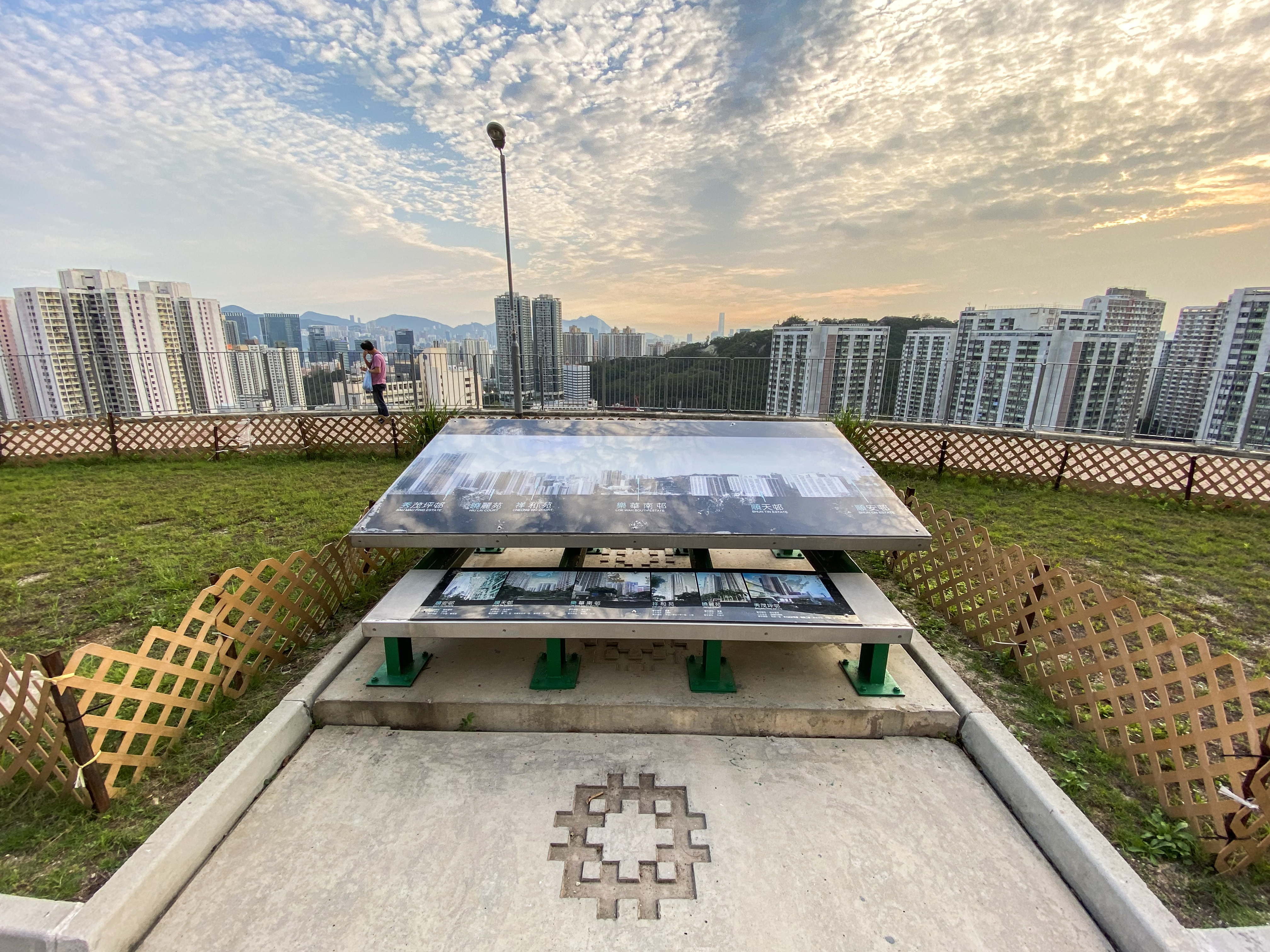
觀景台

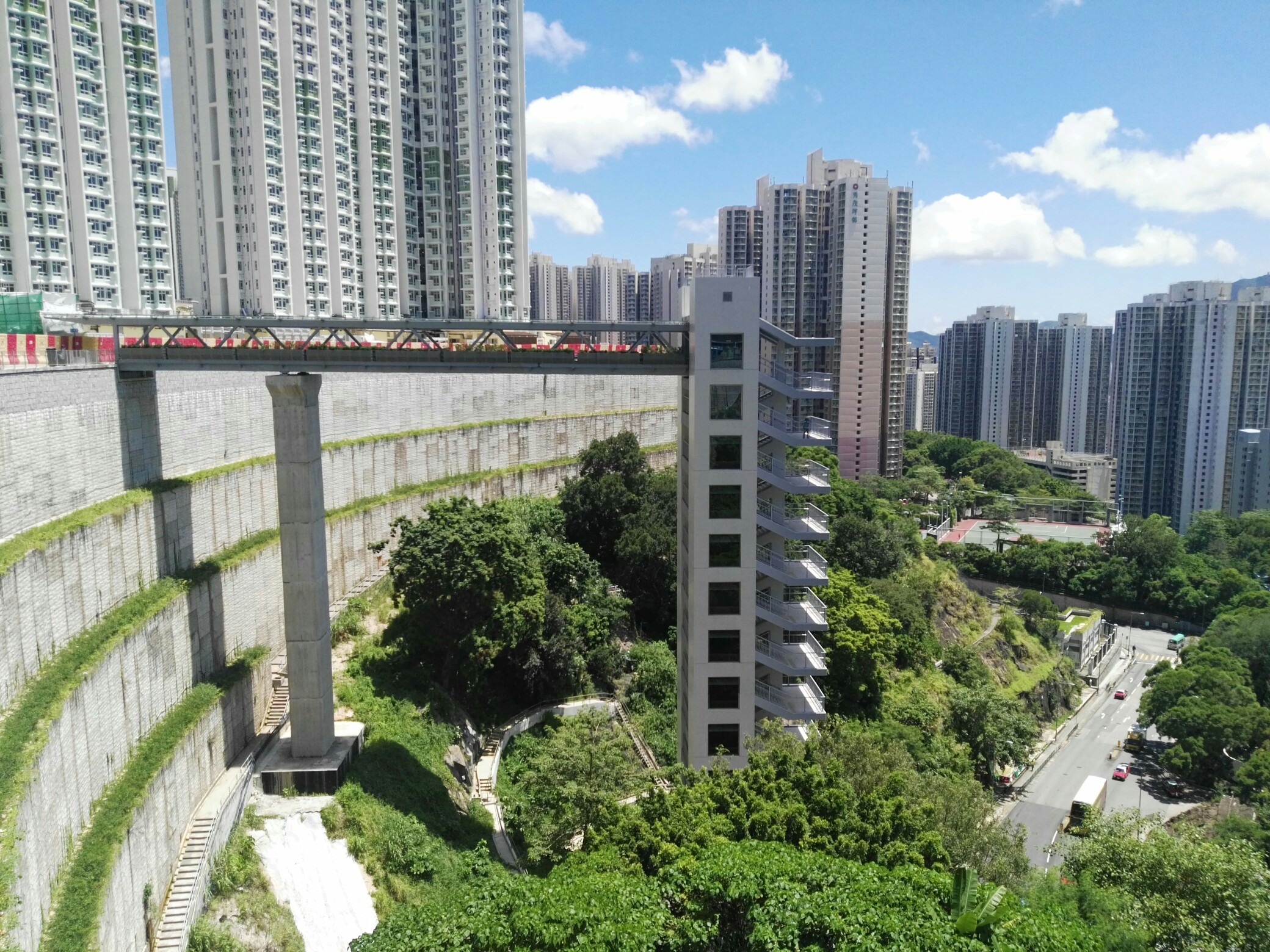
安泰邨連接四順區的15層高升降機塔

邨內設有安泰商場，內設食肆、超級廣場、街市及停車場。還提供休憩用地及康樂設施，包括幼稚園、兒童遊樂區、籃球場、羽毛球場、乒乓球枱、社區服務中心及社區園圃。
屋邨同時設有蓋行人通道連接山下通往茶寮坳的天橋及升降機系統，其中連接四順區的升降機塔，樓高更高達15層，近日獲網民評為「世界級」，因為高塔上景觀開揚，俯瞰時可將飛鵝山下的景色盡收眼底，更有區外市民專程到場試搭。蘋果動新聞找了2015年度新地公益垂直跑男子組個人賽總冠軍楊鎧駿來挑戰這330級樓梯，結果他用了1分鐘22秒跑完。

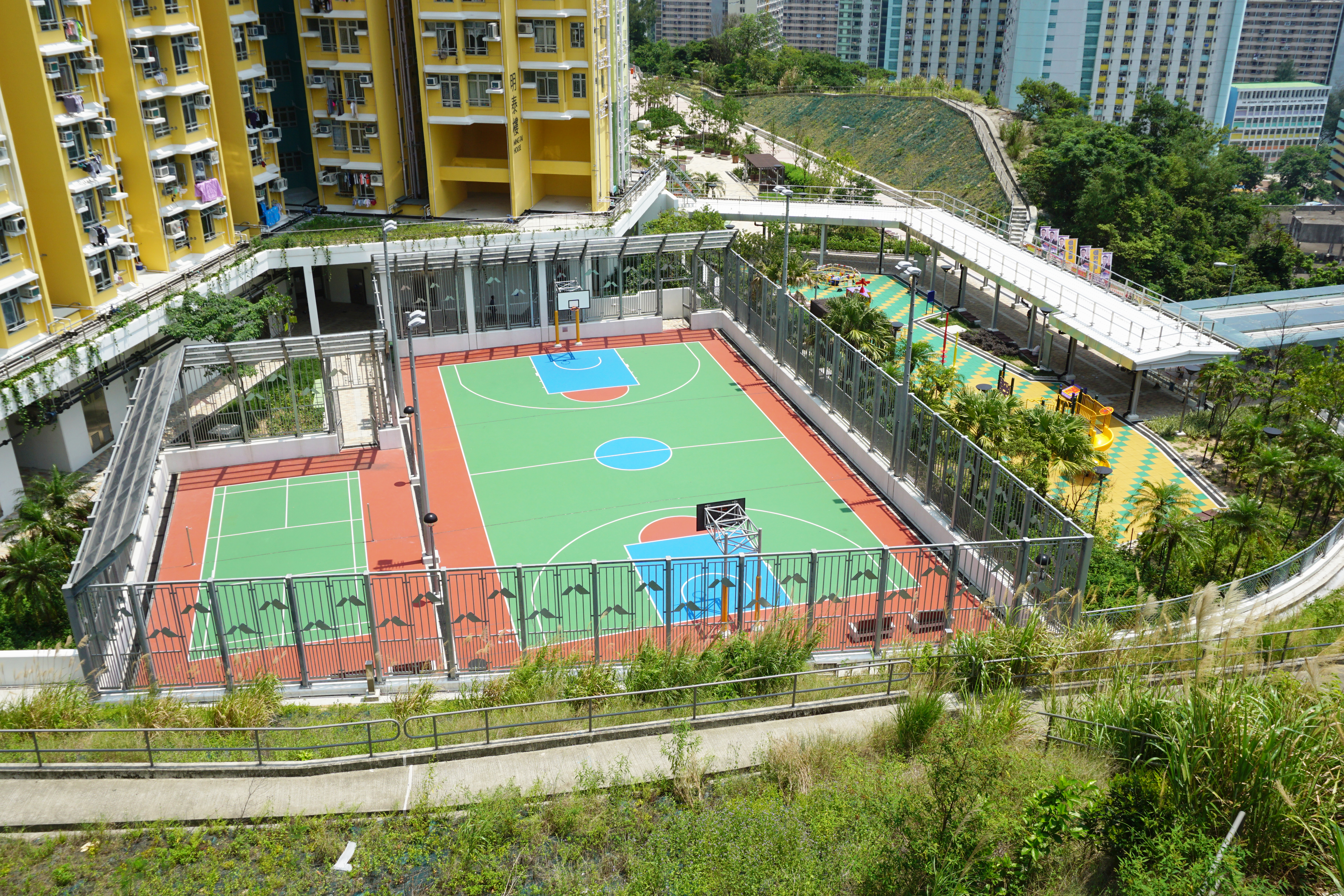
位於明泰樓地下的羽毛球場、籃球場及兒童遊樂場
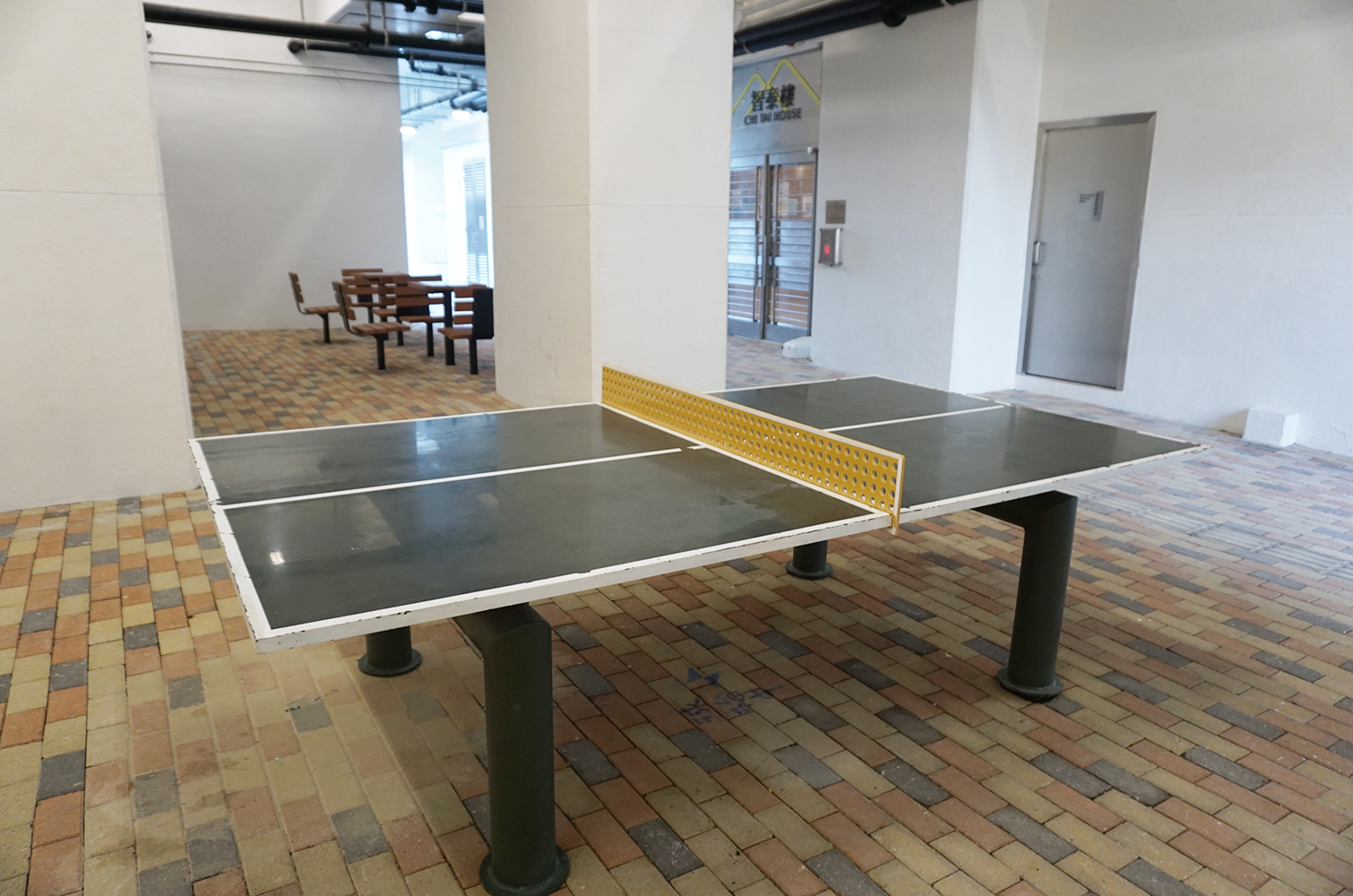
乒乓球檯及棋藝區
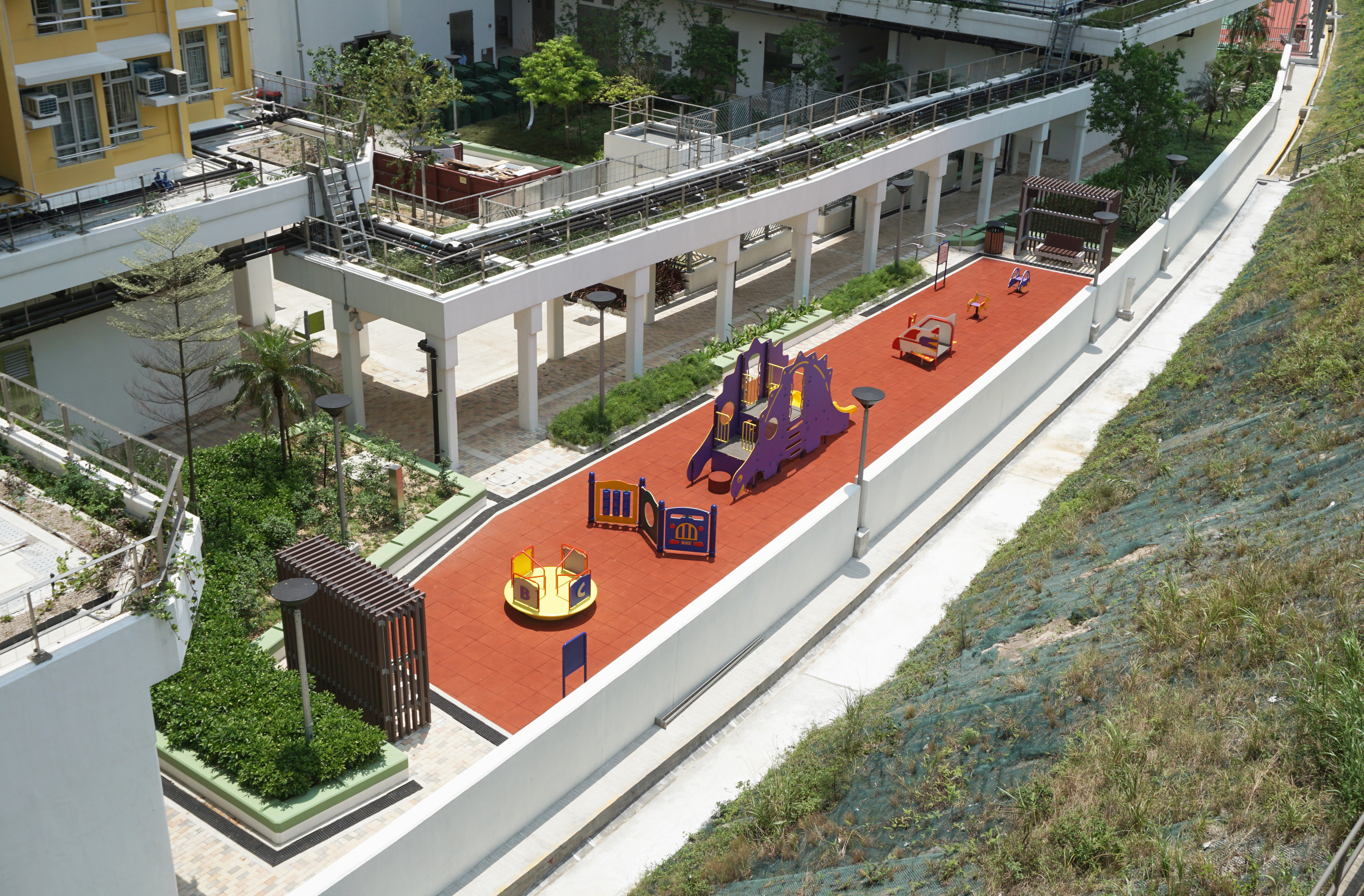
兒童遊樂場
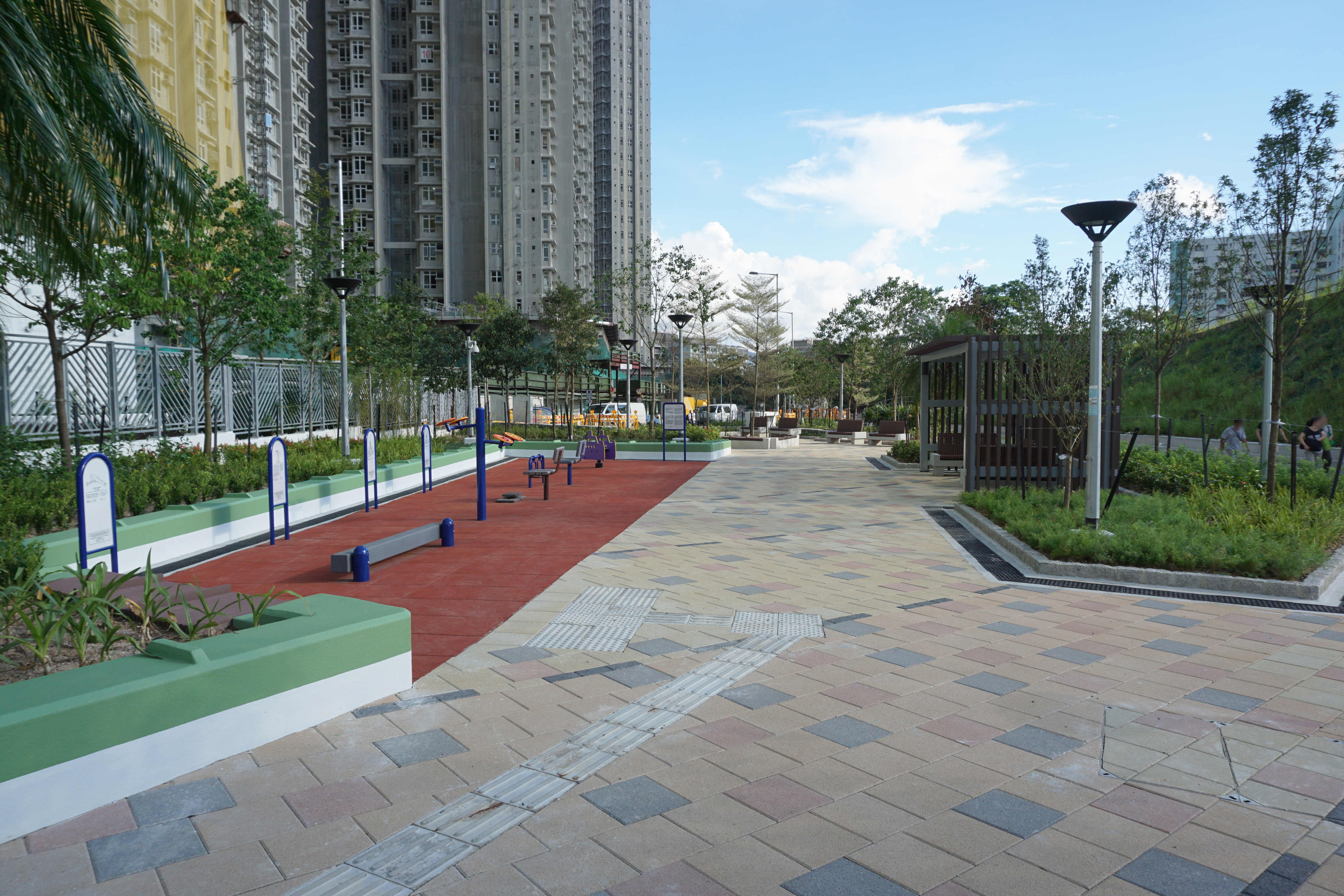
健體及休憩區
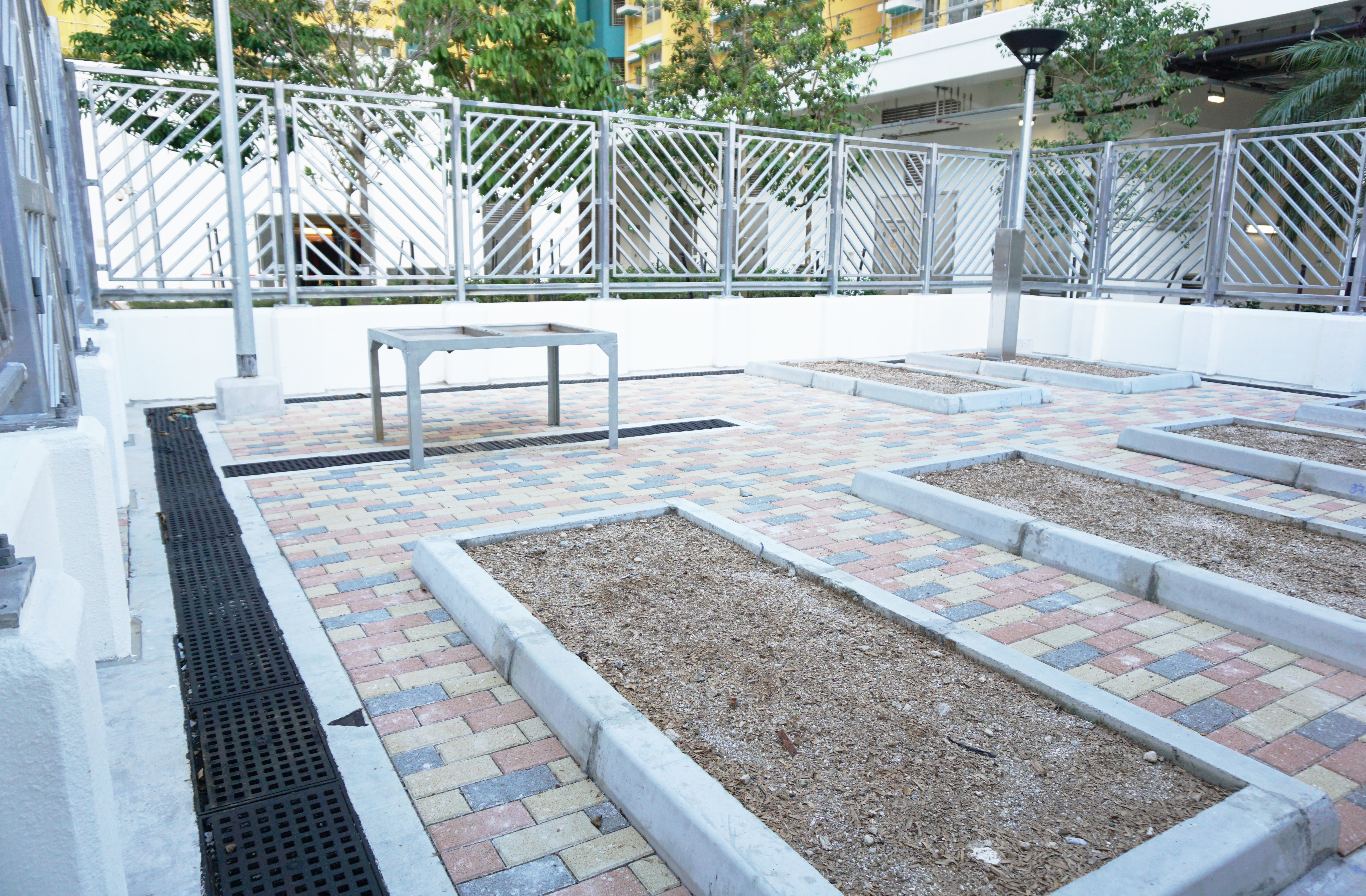
園圃

### 商場
安泰商場樓高兩層，提供16間商舖（及一個整體出租街市），總商用面積為4,400平方米，部份商舖為街舖，於2018年9月30日啟用。商場設有酒樓、餐廳、超級市場、診所以及其他零售行業。

### 教育
政府在安達臣道發展區預留四幅學校用地，興建三所小學和一所中學，但只有一所鄰近安達邨的小學校舍最快2019年初落成，而另外兩所鄰近安泰邨的小學更要在2024年後才竣工。所以居民入伙兩年仍沒有小學可就讀。

#### 幼稚園
- 基督教宣道會安泰幼稚園 （位於和泰樓地下高層）
- 光愛樂幼稚園（安泰） （位於景泰樓地下高層）[10]

#### 小學
- 香港道教聯合會雲泉學校[16]（位於安泰邨智泰樓旁邊，佔地7,170平方米[17]，2025年遷入）
- 迦密梁省德學校（鄰近瑪利諾中學新校舍，預計2025年遷入）[18]
- 聖公會聖約翰曾肇添小學（位於安達邨謙達樓和正達樓東南方，於2019年9月遷入）
- 安博官立小學（位於安禧街，預計2025年遷入）
- 保良局陸慶濤小學（位於安愉徑，預計2028年遷入）

#### 中學
- 瑪利諾中學（位於錦泰樓對面，1966年創立，2022年8月遷入）
- 筲箕灣東官立中學（位於安愉徑，預計2028年遷入）

## 交通

### 安泰巴士總站

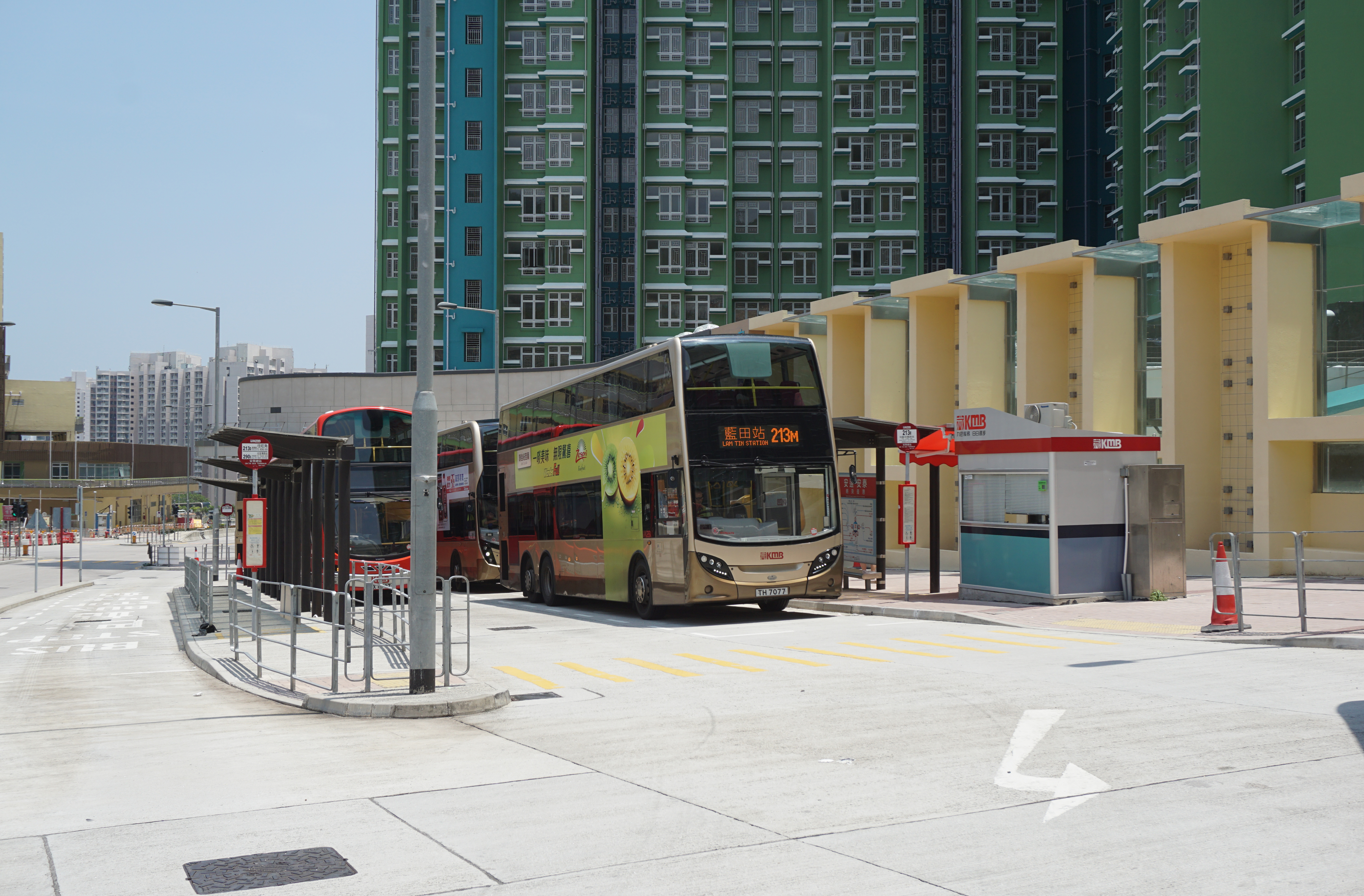
安泰巴士總站

安泰巴士總站（英語：On Tai Bus Terminus）位於香港九龍大上托安泰邨安秀道上，安泰邨安泰商場對出，供公共巴士使用。運輸署初時建議開辦兩條專線小巴及六條巴士路線服務安泰邨，當中除213D、213X直接交由九巴營辦外，其餘均屬招標路線，最終4條招標巴士路線均由九巴中標，即六條建議巴士路線均由九巴營運。
除了上述路線外，九巴亦將290X改經安秀道及增設回程服務，成為安泰邨首條直達新界區巴士路線，其後更獲提升至每天全日服務；與此同時，城巴亦開辦全新城巴機場快線A26，成為城巴首條服務安泰邨的專營巴士路線。
安泰邨初時一度沒有巴士或專綫小巴來往觀塘市中心，只能經行人天橋乘升降機到四順乘車，或乘九巴213M或213S線到寶達邨或藍田站轉乘其他路線，實際總車資為該其他路線加$0.1。至2019年，九巴雖開辦213B直達觀塘市中心，唯只於星期一至五上午繁忙時間服務。直到2021年3月8日，11X延長至安泰（北），安泰邨才有巴士全日來往觀塘市中心。

### 安達臣道發展區行人接駁系統
安泰邨周邊的行人接駁系統如下：
- 安達臣道行人天橋（KF142）

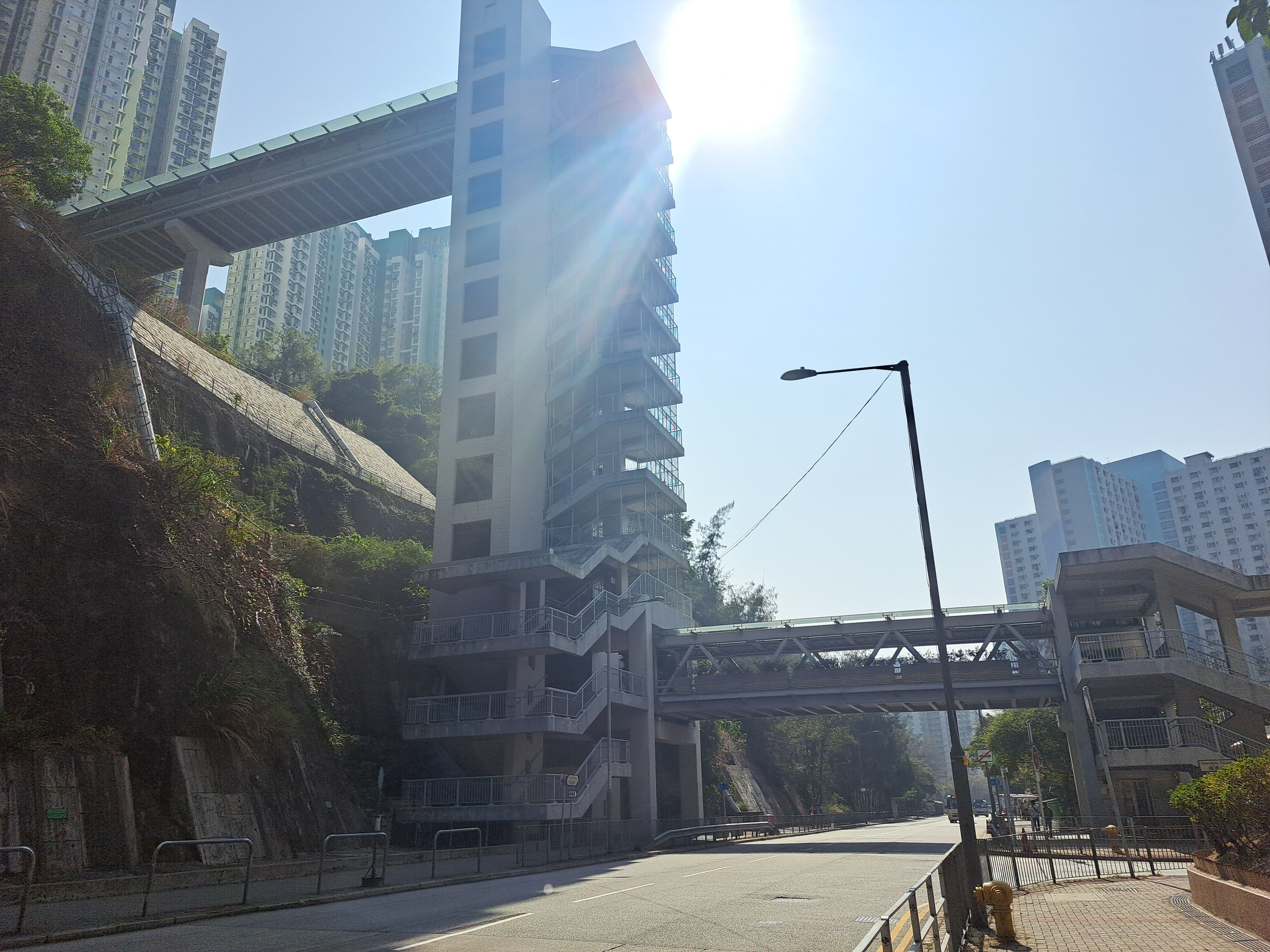
安達臣道行人天橋（往順利）（2024年12月）
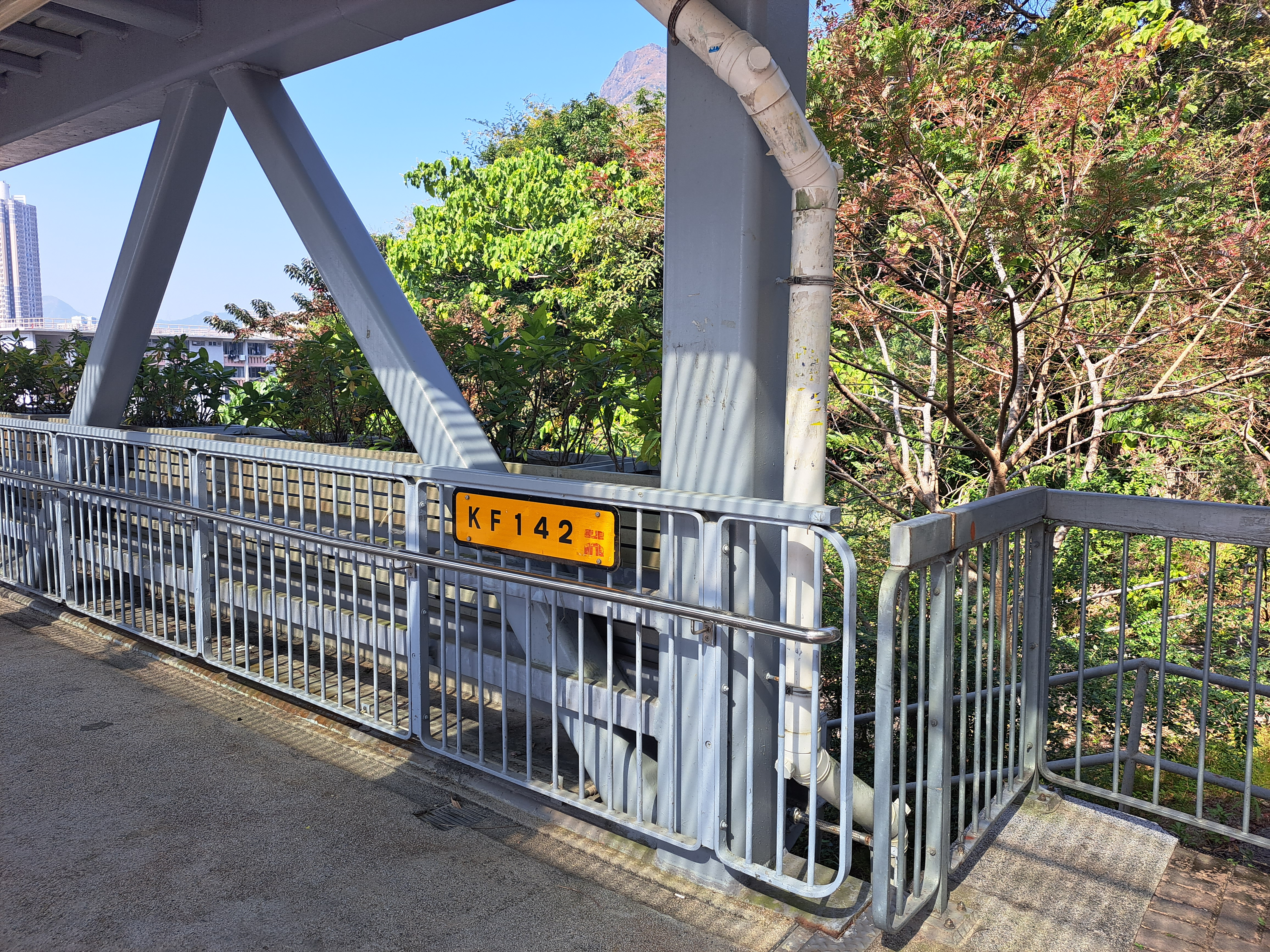
安達臣道行人天橋（往順利）（2024年12月）
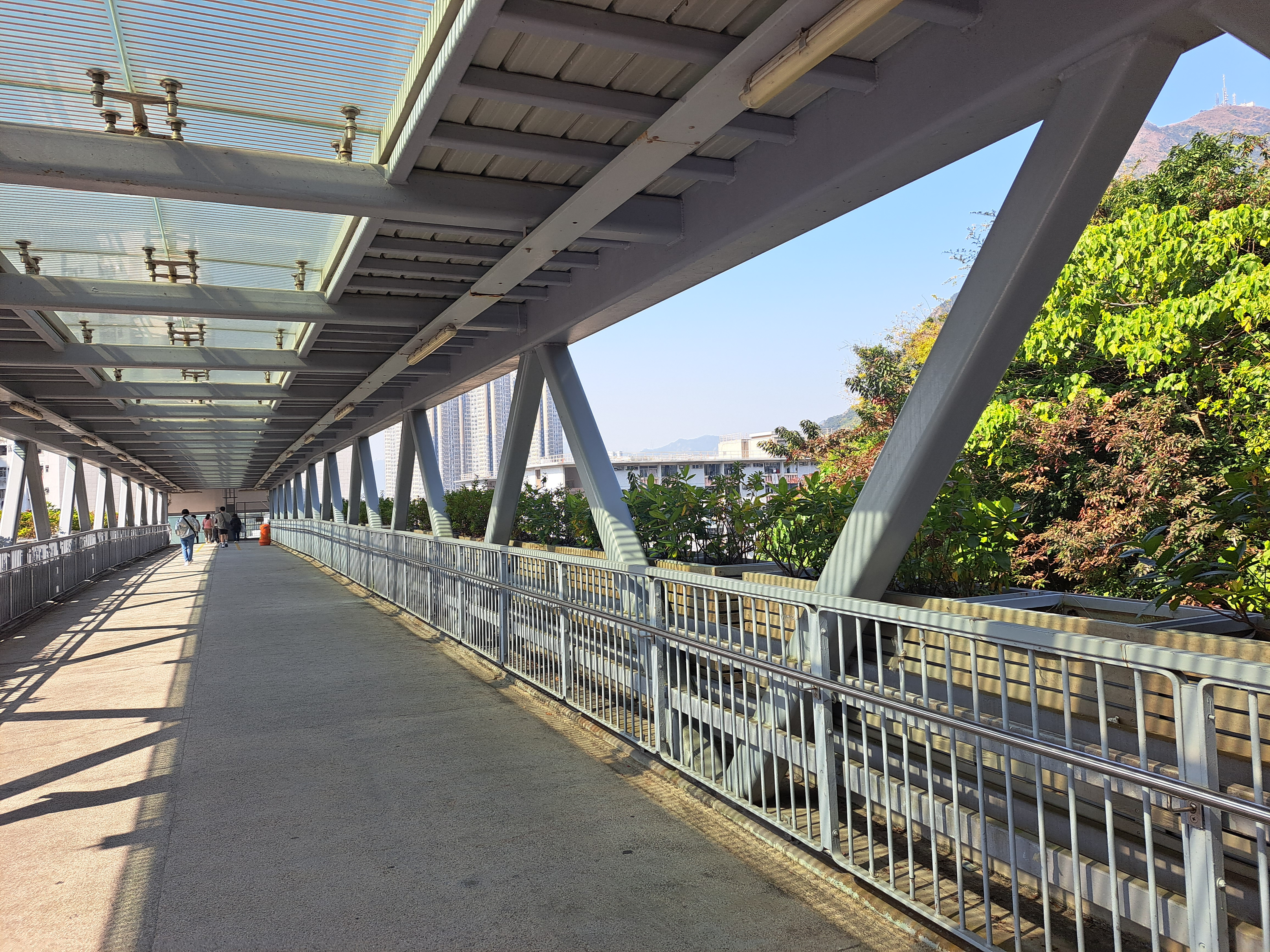
安達臣道行人天橋（往順利）（2024年12月）
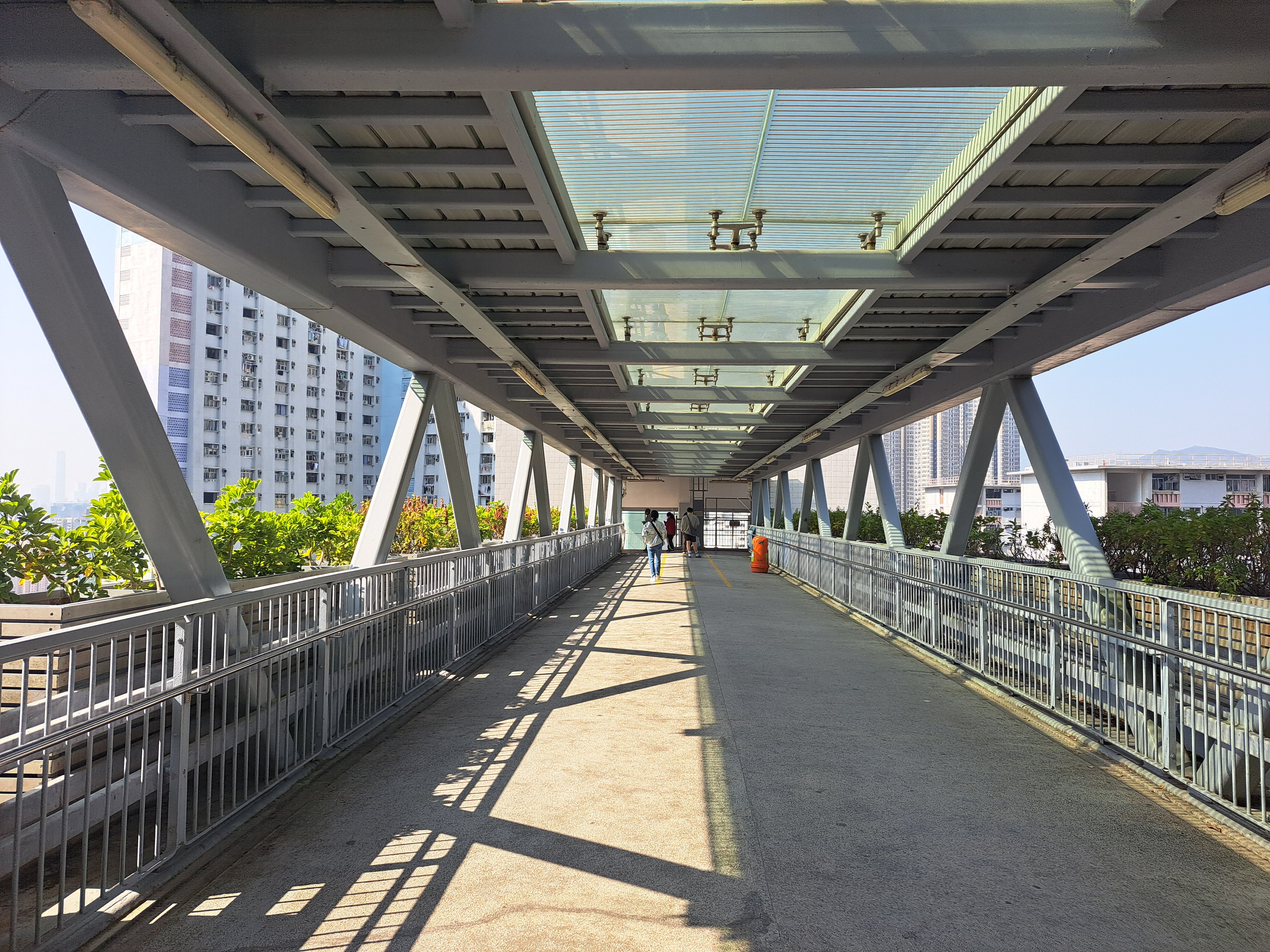
安達臣道行人天橋（往順利）（2024年12月）
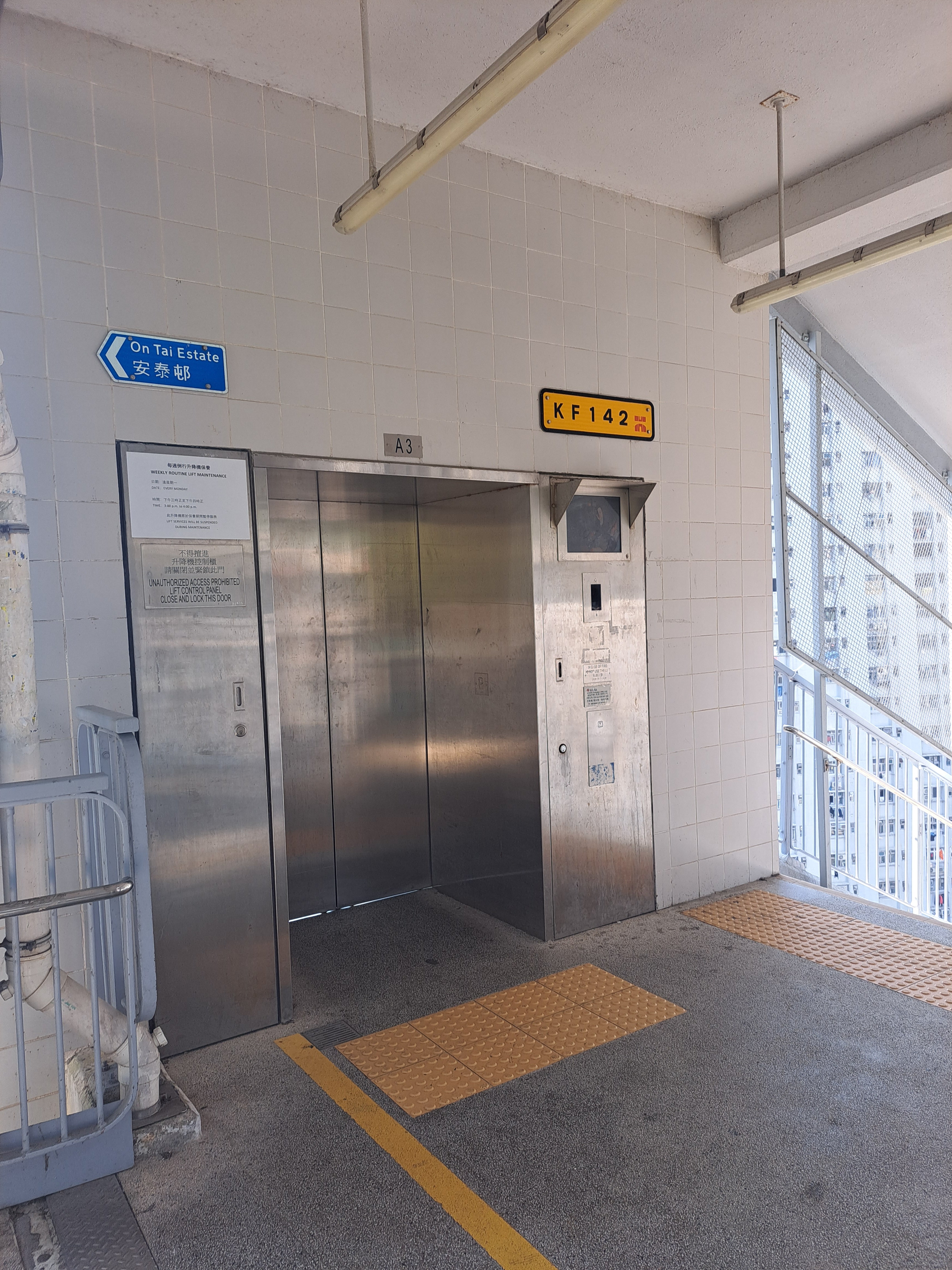
安達臣道行人天橋（往順利）（2024年12月）
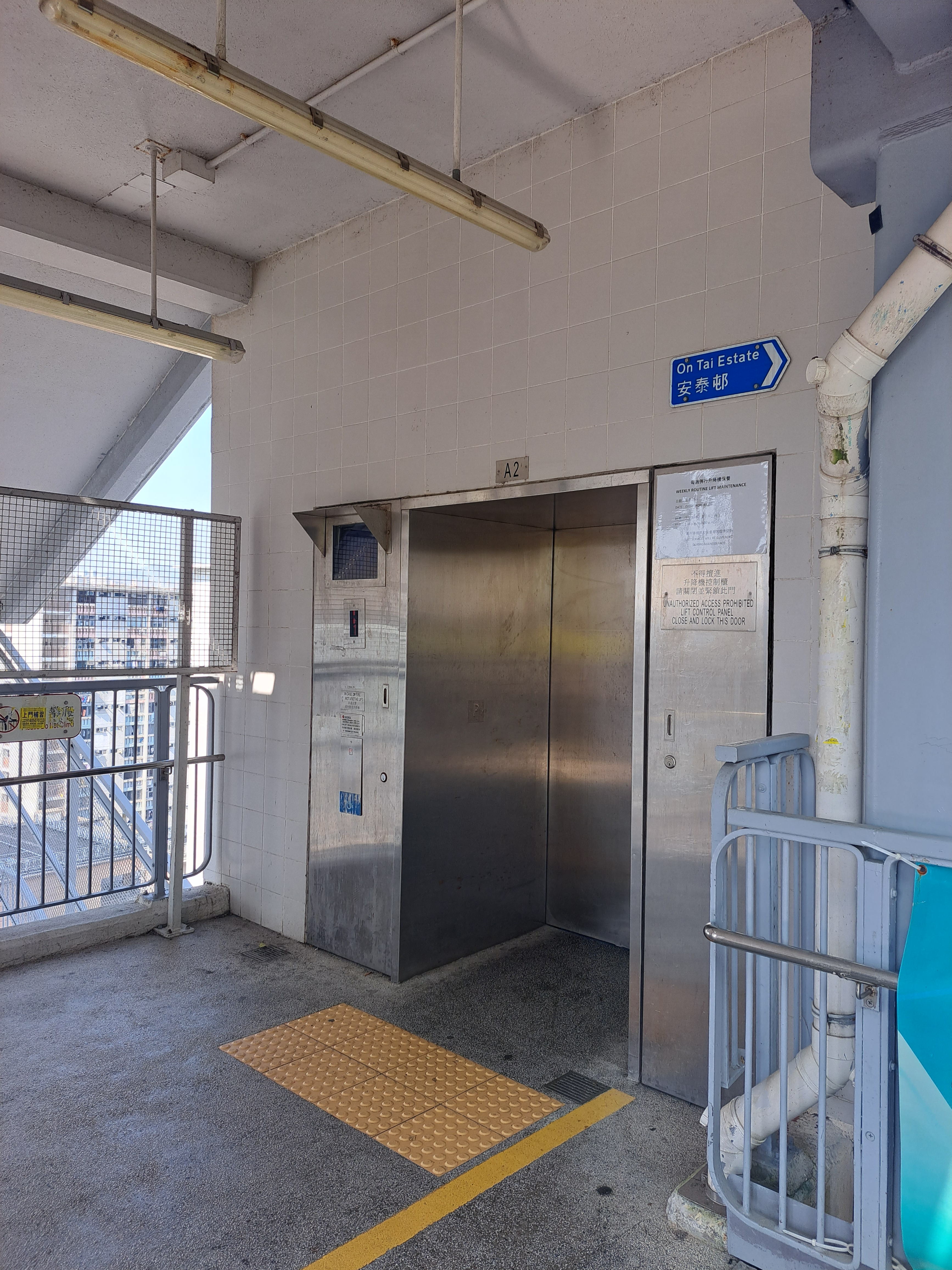
安達臣道行人天橋（往順利）（2024年12月）
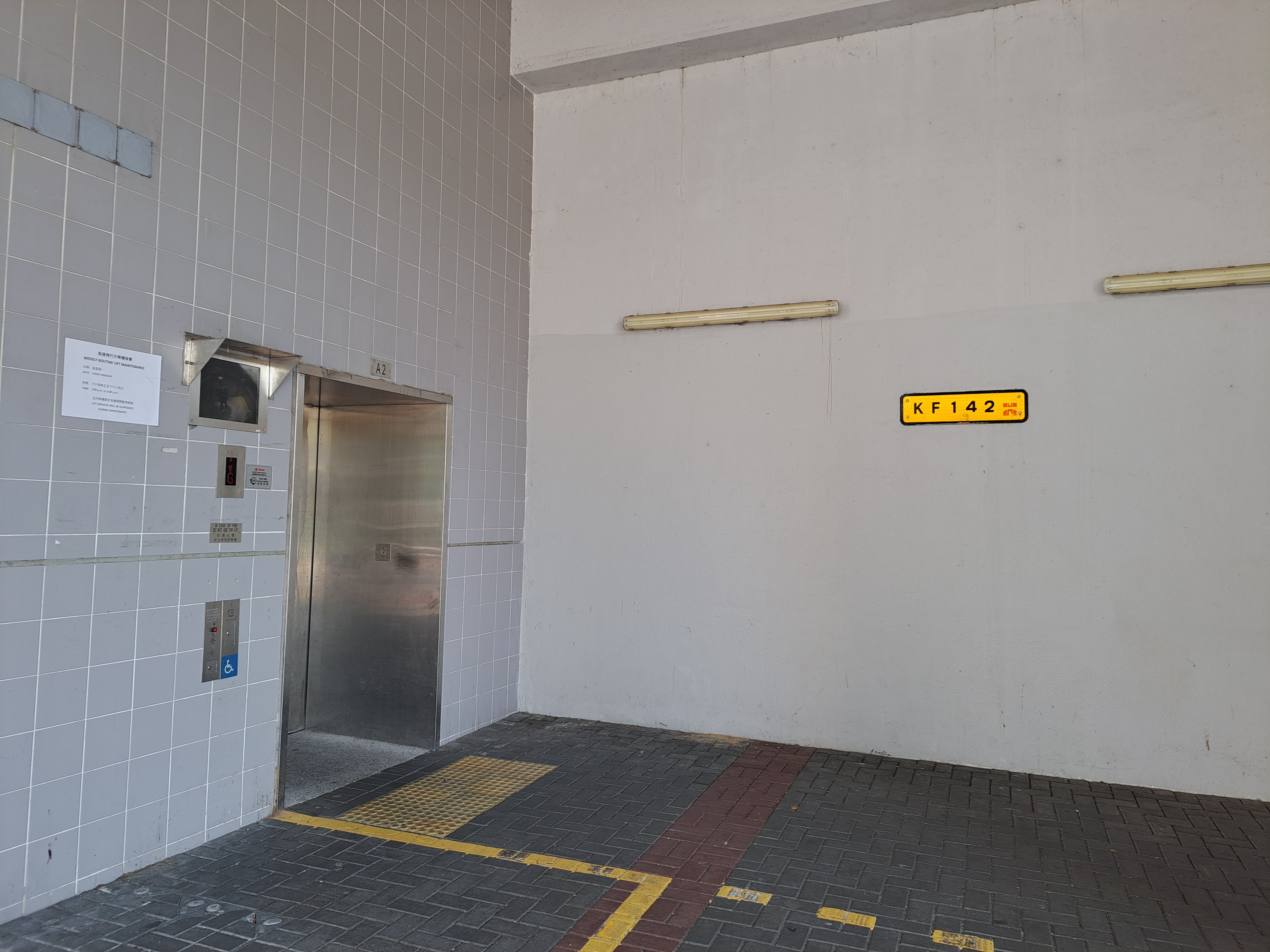
安達臣道行人天橋（往順利）（2024年12月）
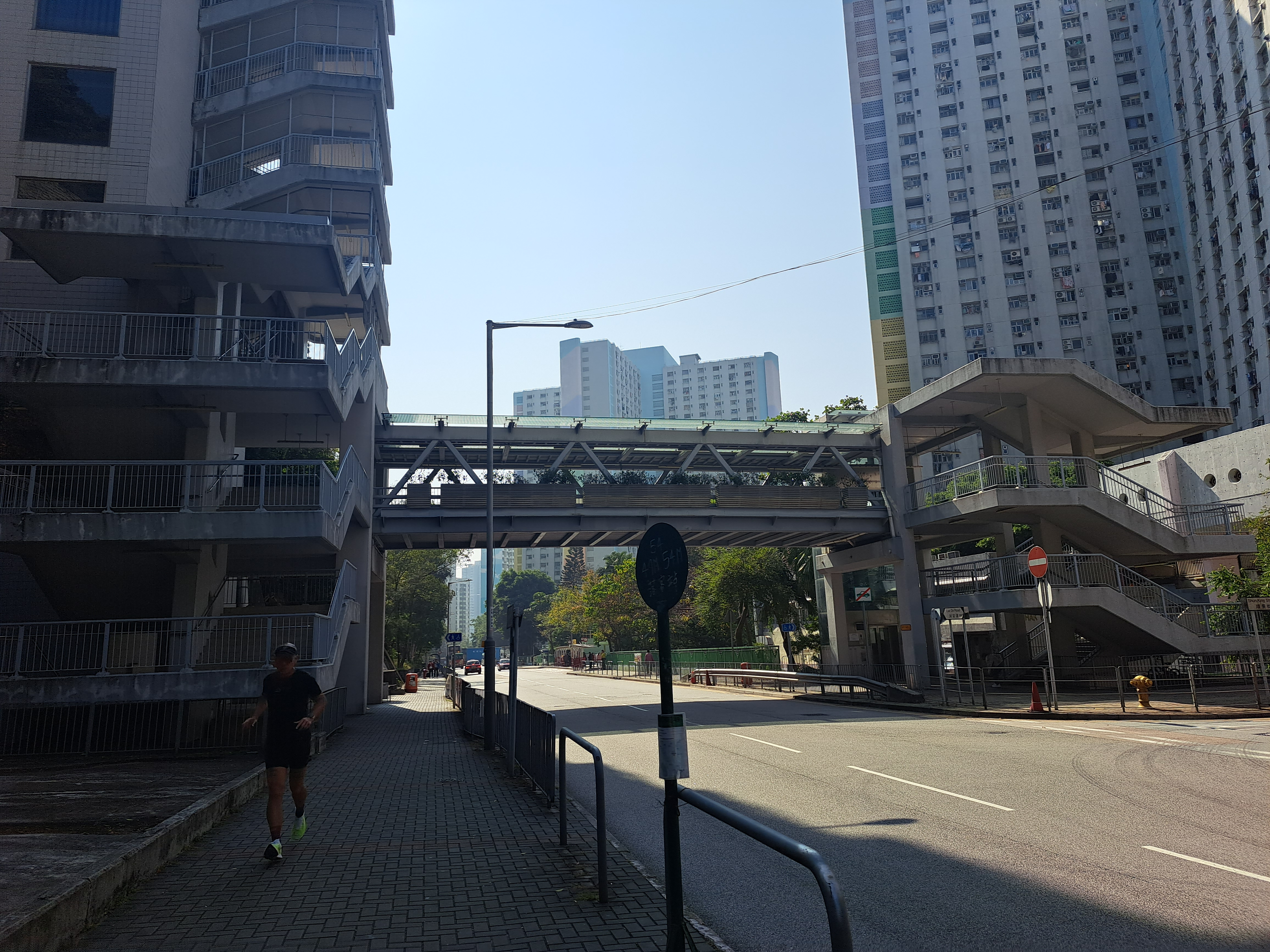
安達臣道行人天橋（往順利）（2024年12月）

- 安達臣道行人天橋（KF143）

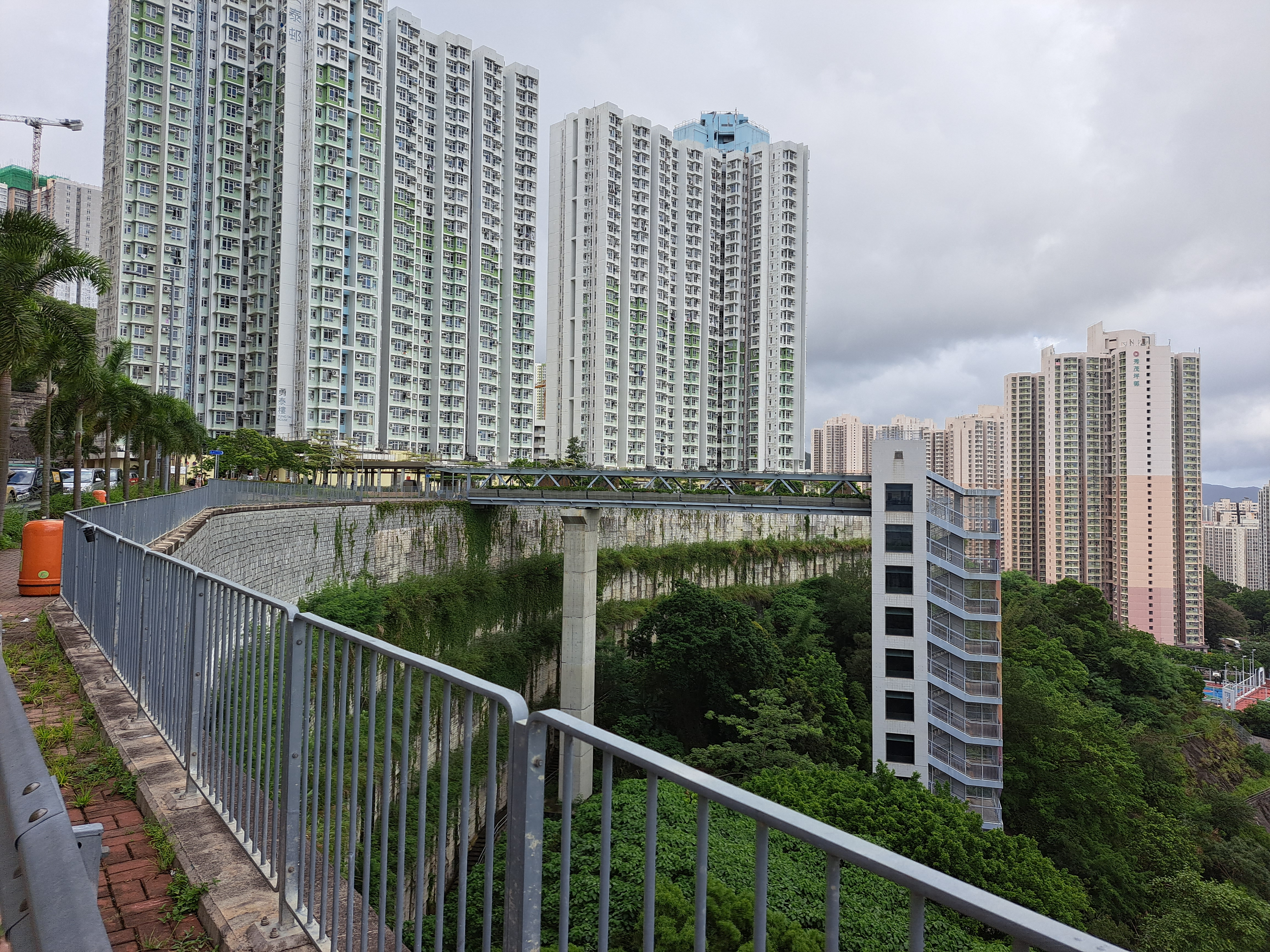
安達臣道行人天橋（往順天）
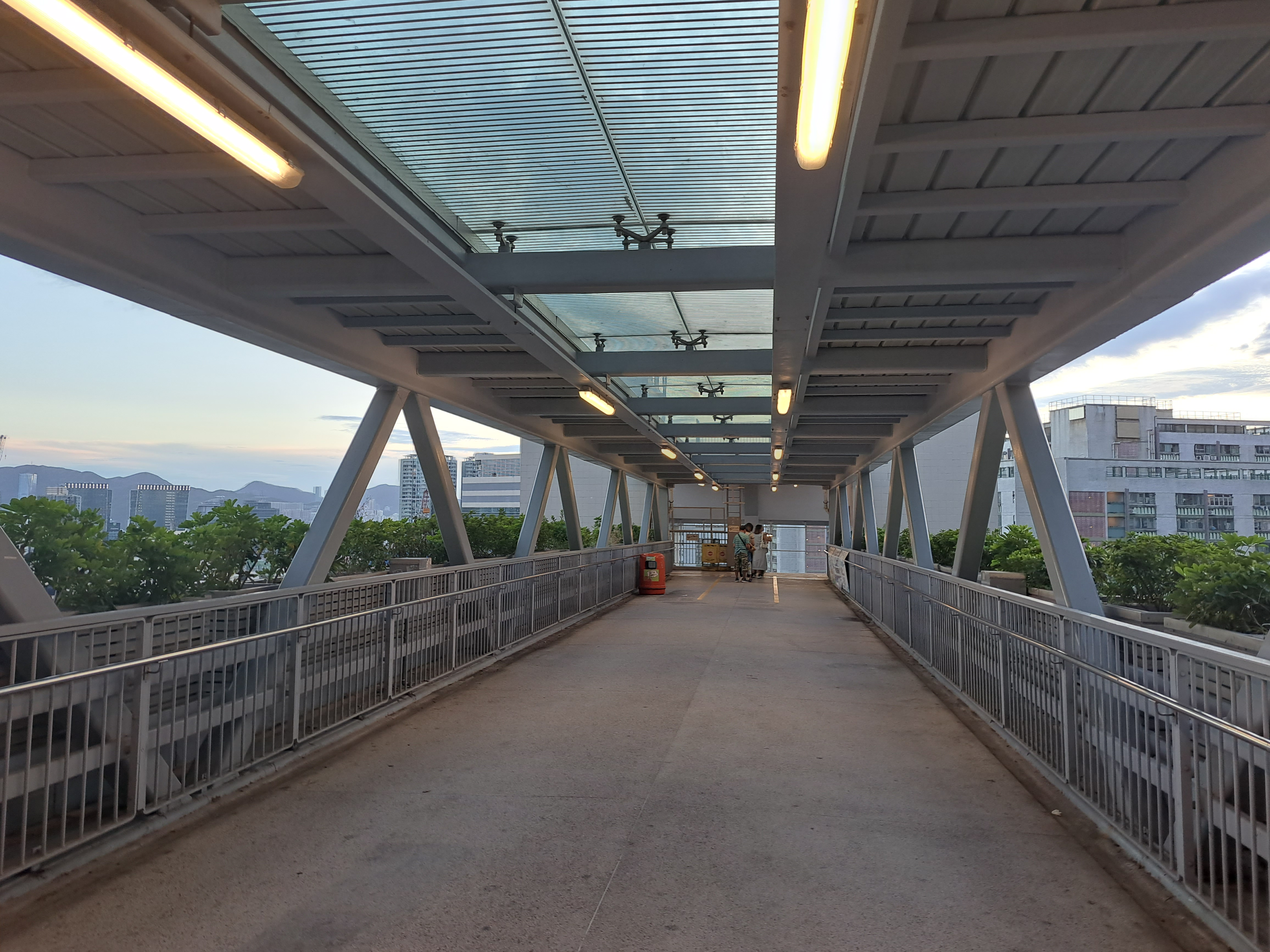
安達臣道行人天橋（往順天）（2024年9月）
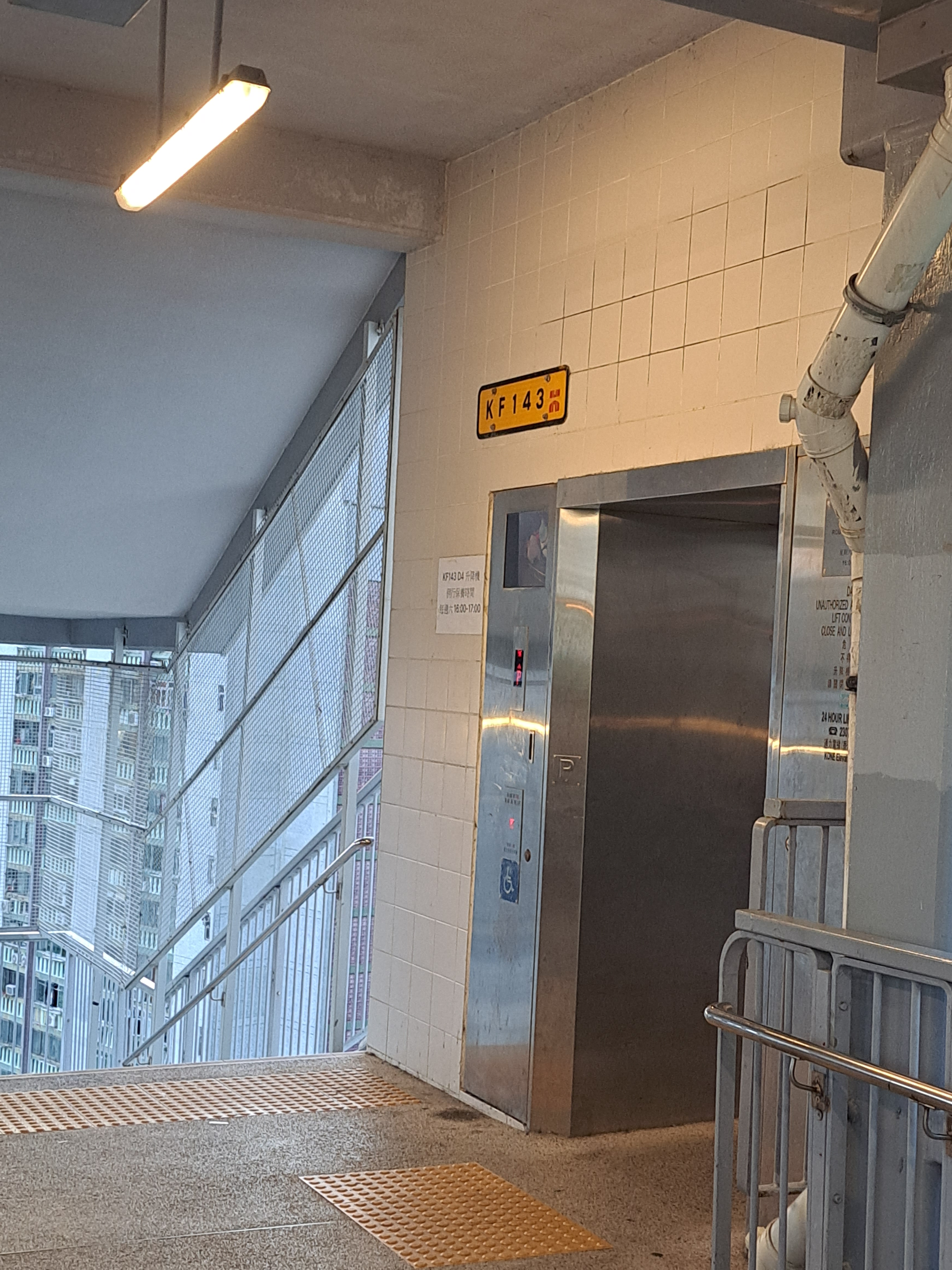
安達臣道行人天橋（往順天）（2024年9月）
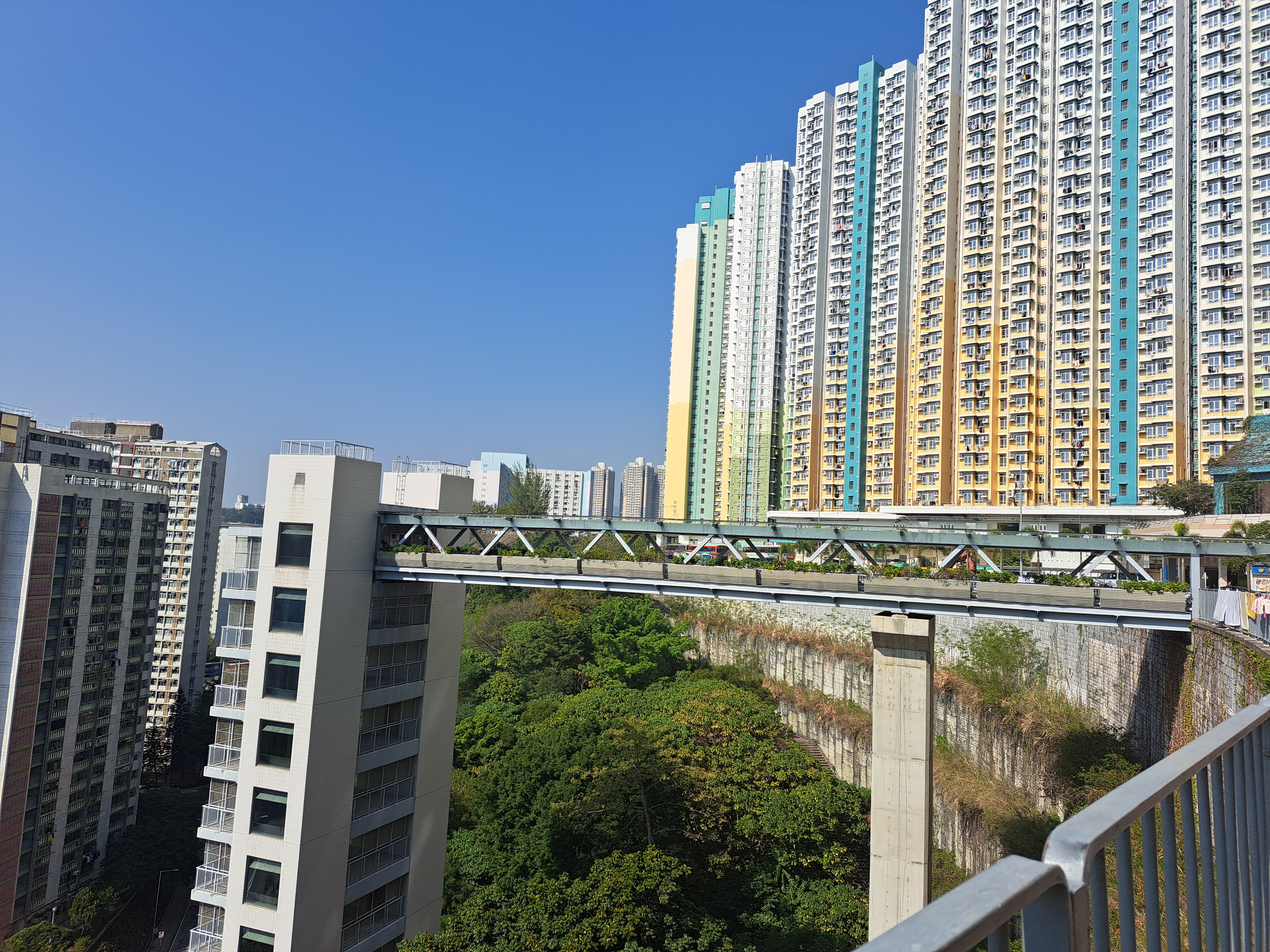
安達臣道行人天橋（往順天）（2024年12月）
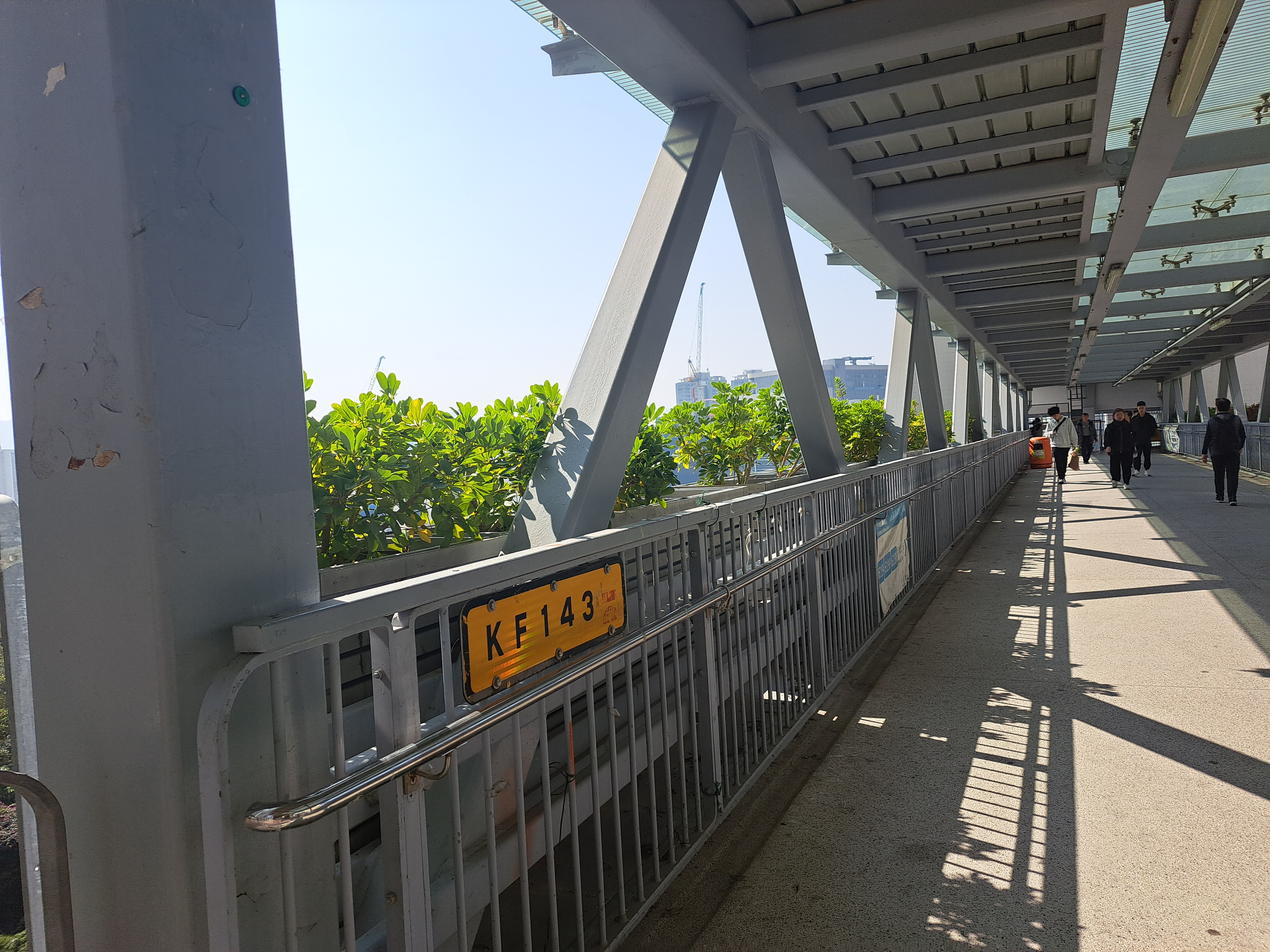
安達臣道行人天橋（往順天）（2024年12月）
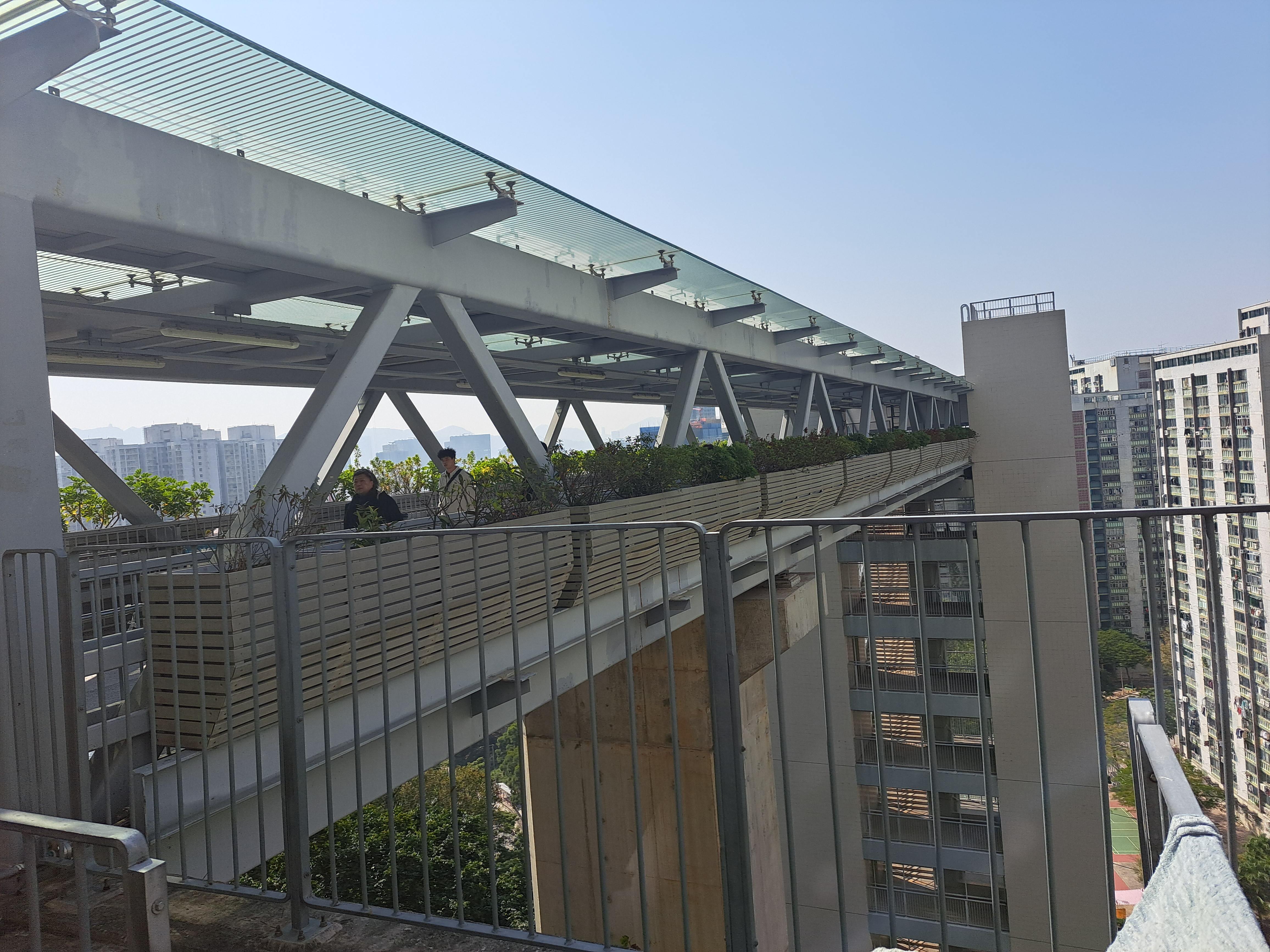
安達臣道行人天橋（往順天）（2024年12月）
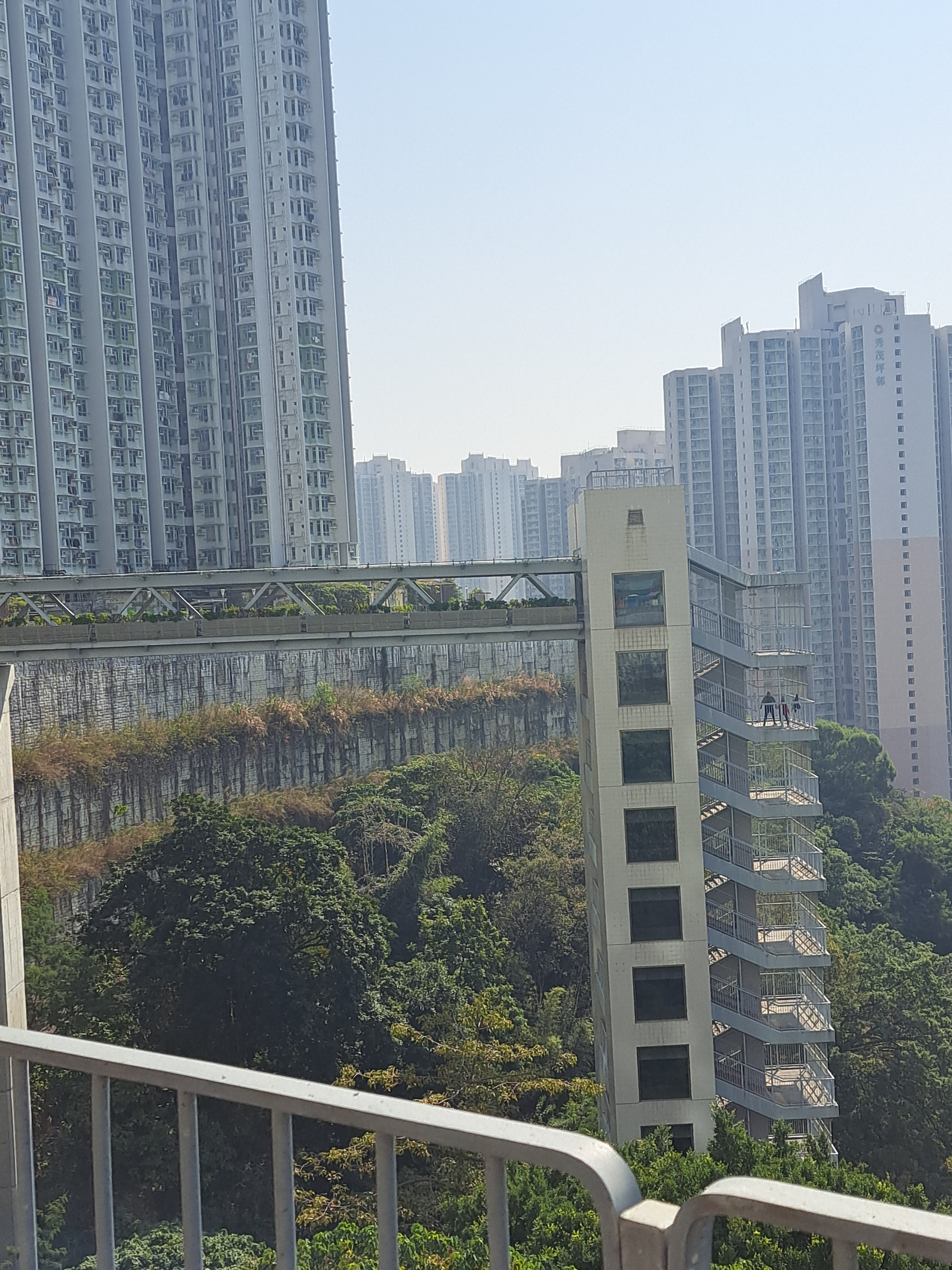
安達臣道行人天橋（往順天）（2024年12月）

## 區議會議席分布
| 年度/範圍                                                            | 2016-2019 | 2020-2023    | 2024-2027  |
| -------------------------------------------------------------------- | --------- | ------------ | ---------- |
| 明泰樓及和泰樓                                                       | 寶達選區  | 安利選區     | 觀塘北選區 |
| 智泰樓、居泰樓、景泰樓、恒泰樓、德泰樓、豐泰樓、盛泰樓、勇泰樓及錦泰樓 | 寶達選區  | 觀塘安泰選區 | 觀塘北選區 |

### 區議員辦事處
- 曾榮輝議員辦事處：恆泰樓地下高層辦公室1室[21]

## 附近建築
- 安泰邨服務設施大樓，位於安秀道23號
- 安達邨
- 順利邨
- 順安邨
- 順天邨

## 問題
安泰邨自2017年落成後，商場仍未落成，而附近無任何食肆及商店，居民需要使用15層天橋連升降機塔「落山」到順天邨購物；截至2018年9月30日起，安泰商場已啟用，改善居民購物情況、並可以滿足居民日常基本生活所需。
而邨內即使已新增多條巴士路線，可是路面承載量不足，每天早上的繁忙時段經常塞車。邨內亦缺乏社區中心，現時只由非政府機構承接短期社工服務隊和區議員服務居民。而邨內缺乏小學下，學童被迫跨校網和跨區上學。加深了公共屋邨是「孤島」、「圍城」的印象。

## 外部連結
- 安泰邨 公屋聯會 （页面存档备份，存于）
- 房委會物業位置及資料 安泰邨 （页面存档备份，存于）